# Росія
Росі́йська Федера́ція (рос. Росси́йская Федера́ция); скорочено РФ, або Росі́я (рос. Росси́я) — трансконтинентальна держава-диктатура у Східній Європі та Північній Азії, заснована 25 грудня 1991 року, з площею 17 098 246 км² в міжнародно визнаних кордонах. Російська Федерація є найбільшою за територією країною у світі, що охоплює понад одну восьму площі суходолу Землі, розтягнувшись на одинадцять часових поясів і межуючи з 16 країнами. Територія Росії простягається від Балтійського моря на заході до Тихого океану на сході, а також від Північного Льодовитого океану на півночі до Чорного моря та Кавказу на півдні.
Російська Федерація — дев'ята за кількістю населення країна у світі. Вона є багатонаціональною державою, в її межах мешкають більше ніж 190 національностей, серед яких росіяни складають понад 80 %. Державною російською мовою володіють приблизно 99,4 %. Формально Росія є світською державою, проте панівне становище належить РПЦ.
Столиця та найбільше місто — Москва; інші великі міста — Санкт-Петербург, Новосибірськ, Єкатеринбург, Нижній Новгород, Казань, Челябінськ, Самара та інші. Згідно з конституцією, у складі Росії перебувають 89 суб'єктів, 48 з яких іменуються областями, 24 — республіками, 9 — краями, 3 — містами федерального значення, 4 — автономними округами і 1 — автономною областю. Фактично 6 з цих суб'єктів (3 республіки, 2 області та місто федерального значення) є анексованими в 2014 та в 2022 роках регіонами України.
Економіка РФ посідає 11 місце за величиною номінального ВВП, 5-те — за рівнем військового бюджету. За розвитком економіки належить до країн, що розвиваються. Обширні мінеральні й енергетичні ресурси зробили її одним із найбільших виробників нафти і природного газу у світі.
Сучасна Росія бере свій початок від Московського князівства залежного від Золотої Орди, яке згодом у 1547 році із захопленням нових територій трансформувалося у Московське царство. Протягом століть ця держава була значно розширена шляхом завоювань і освоєння нових земель, що дало змогу утворити Російську імперію — третю за величиною в історії, яка в різні часи простягалася від Польщі в Європі до Аляски в Північній Америці. Імперія зникла з мап 1917 року внаслідок російської революції та подальшої громадянської війни. Після перемоги більшовиків на її території виникла Російська Радянська Республіка, пізніше — Російська Соціалістична Федеративна Радянська Республіка (РСФРР), що в 1922 році стала однією із чотирьох засновниць першої соціалістичної держави — Союзу Радянських Соціалістичних Республік (СРСР). Її сучасна державність бере відлік з 1991 року, коли РРФСР отримала державний суверенітет внаслідок розпаду СРСР.
Росія є постійним членом Ради Безпеки ООН, членом G20, Азійсько-Тихоокеанського економічного співробітництва, Шанхайської організації співпраці, Євразійського економічного співтовариства, Організації з безпеки і співробітництва в Європі, Світової організації торгівлі, провідним членом Співдружності Незалежних Держав та Організації договору про колективну безпеку.
Російська Федерація — одна з восьми визнаних ядерних держав, має найбільший запас зброї масового ураження, паритет з яким має тільки США. Після розпаду СРСР Росія брала участь у низці воєн, здебільшого на територіях, що раніше входили до складу Радянського Союзу: в Нагірному Карабасі між Азербайджаном та Вірменією (з 1992), Молдові (Придністров'я, 1992), Грузії (Південній Осетії, громадянській війні 1991—1993, Абхазії і напад у серпні 2008), Таджикистані (громадянська війна 1992—1997) та Україні (з 2014) — спочатку окупувавши Крим (анексія Криму), далі здійснивши приховане вторгнення в Донецьку та Луганську області (на сході України), а потім і здійснивши 24 лютого 2022 року відкрите вторгнення в Україну. Низка збройних конфліктів відбулася на території Росії: збройний конфлікт між осетинами та інгушами 1992 році, перша (1994—1996) і друга російсько-чеченські війни, бойові дії у Дагестані (1999—2009). З 2015 по 2024 роки російські війська брали участь у військовій інтервенції в Сирії.
Парламенти України, Словаччини, Литви та Латвії визнали Росію державою-терористом, Європарламент — державою-спонсором тероризму.

## Етимологія назви
Слово «Росія» походить від російської транскрипції грецького слова грец. Ῥωσία. У X ст. візантійський імператор Костянтин Багрянородний написав твір «Про управління імперією», де землі північніше Чорного моря, відомі давньогрецьким географам як Скіфія, назвав словом Ῥωσία. Форма з двома літерами «с» у грецьких текстах трапляється лише з XIV ст., зокрема у «Історичних записках» візантійського гуманіста Никифора Григора. Наразі у грецькій мові словом Ρωσία позначається держава Росія, словом Ρως — Русь.
Слід зазначити, що слово «Росія» у літописах Русі не трапляється. Уперше це слово у східнослов'янських працях зафіксоване лише наприкінці XIV ст. у назві титулу митрополита Київського і «всія Росѣя» Кипріяна, а з двома літерами «с» це слово починає вживатись лише з XV ст.
Відповідно до частини 2 статті 1 Конституції Російської Федерації, «найменування Російська Федерація і Росія рівнозначні». Скорочене найменування РФ не є нормативно встановленим, але широко використовується серед іншого в підзаконних нормативно-правових актах, судових рішеннях і офіційній документації.
Окрім того, через російське вторгнення в Україну у 2022 НКСДМ заявила 20 вересня 2023 року, що написання слів «російська федерація», «росія», «москва», «московія», «московське царство», «російська імперія», «державна дума рф» з малої букви у текстах неофіційного характеру не вважається помилкою.

## Природні умови

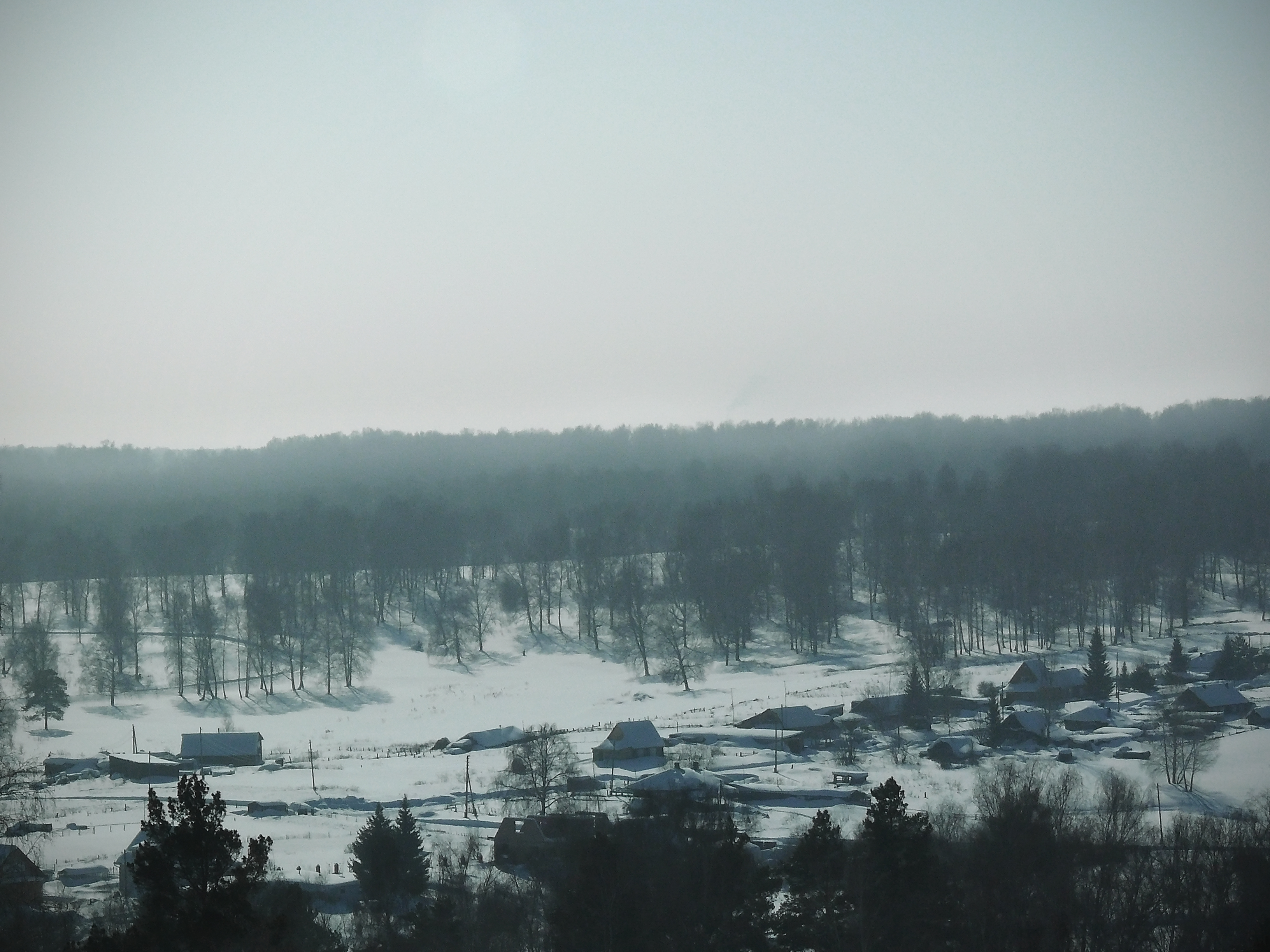
Село в Сибіру

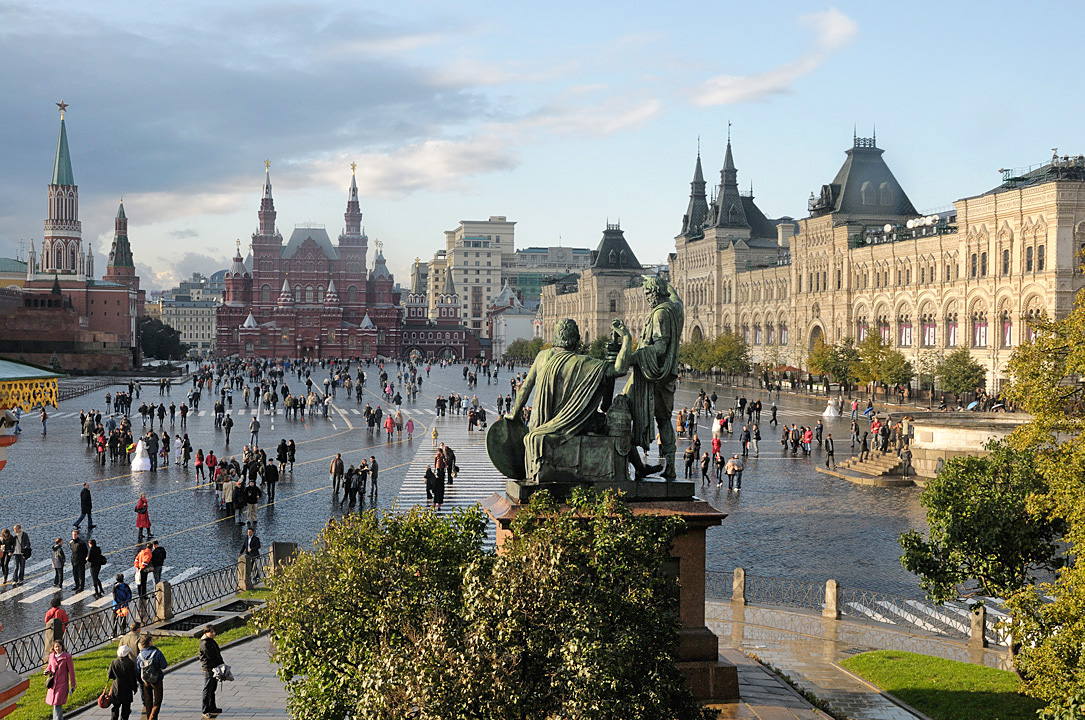
Красна площа

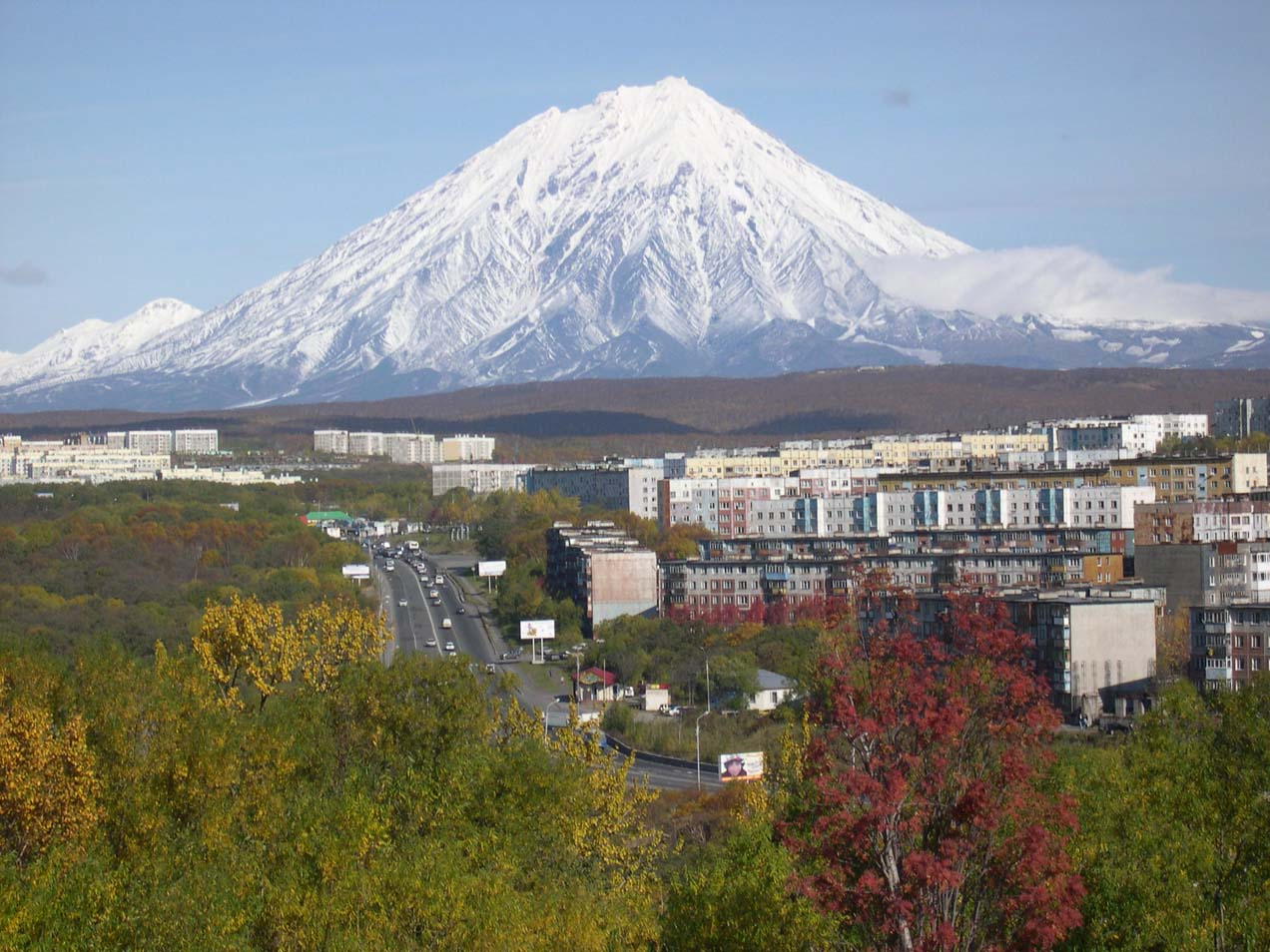
Камчатський півострів

### Розташування

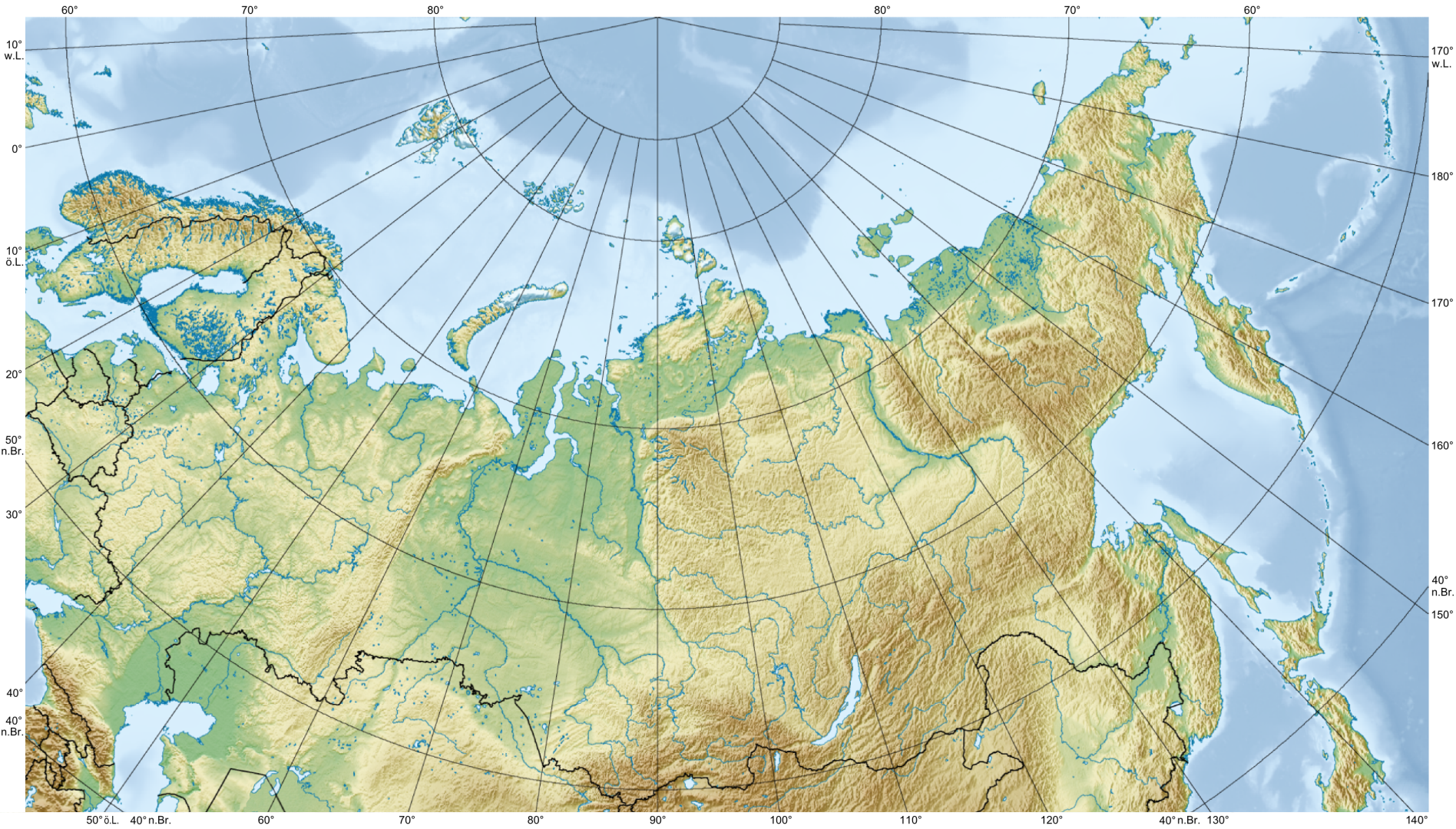
Топографія Росії

Росія розташована в східній частині Європи і північній частині Азії (суто євразійське розташування). Росія омивається водами 14 морів: на півночі моря Північного Льодовитого океану: Баренцове, Біле, Карське, Лаптєвих, Східносибірське і Чукотське море; на заході моря Атлантичного океану: Балтійське (на північному заході), Чорне і Азовське море (на південному заході); на сході моря Тихого океану: Берингове, Охотське і Японське. На південному заході Росія має вихід до внутрішньоконтинентального Каспійського моря. Російська Федерація має найдовшу у світі берегову лінію — 37 653 км.
Її сусідами є КНДР (39,4 км), Китай (4209,3 км), Монголія (3485 км), Казахстан (7598,6 км), Азербайджан (350 км), Грузія (879,9 км), Україна (2245,8 км), Білорусь (1239 км), Литва (288,4 км), Польща (236,3 км), Латвія (270,5 км), Естонія (466,8 км), Фінляндія (1325,8 км) та Норвегія (219,1 км). Цілковито морем вона межує зі США (49 км) та Японією (194,3 км). Російська Федерація має найдовший кордон у світі — 60 933 км (з них 38 808 км — морський кордон).
Крайні точки:

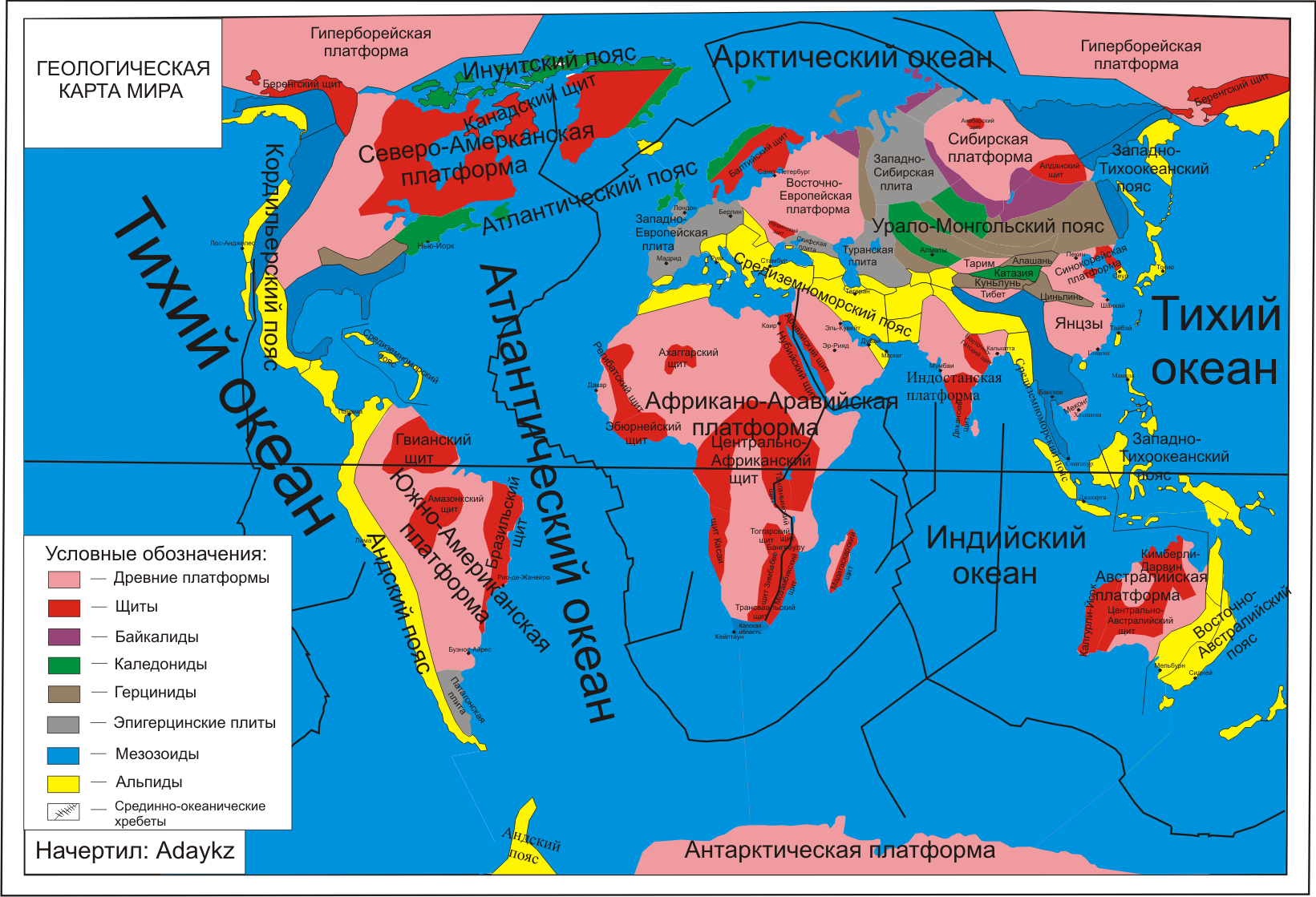
Стародавні платформи на карті світу

- Північна (також найпівнічніша точка Європи та Євразії) — мис Флігелі на острові Рудольф, архіпелагу Земля Франца-Йосифа 81°49' пн. ш.
- Північна материкова — мис Челюскін (півострів Таймир) 77°43' пн. ш.
- Південна — розташована на південний захід від гори Базардюзю (на кордоні Дагестану з Азербайджаном) 41°11' пн. ш.
- Західна — Куршська коса (Гданська затока, Балтійське море) 19°38' сх. д.
- Східна — острів Ратманова 169°00' зх. д.
- Східна материкова — мис Дежньова (Чукотський півострів) 169°40' зх. д.

### Геологія
У межах Росії вирізняють платформи та складчасті області. Європейська частина Росії розташована на Східно-Європейській платформі. В основі платформи залягають магматичні та метаморфічні породи докембрію. Територія між Уральськими горами та р. Єнісей зайнята молодою Західносибірською платформою. Східніше від Єнісею до р. Лени тягнеться стародавня Сибірська платформа, яка у рельєфі відповідає Середньосибірському плоскогір'ю. У крайових частинах платформ є поклади нафти, природного газу, вугілля. До складчастих областей Росії належать Балтійський щит, Урал, Алтай, Урало-Монгольський палеозойський складчастий пояс, північно-західна частина Тихоокеанського складчастого поясу і невеликий відрізок зовнішньої зони Середземноморського складчастого поясу. Найвищі гори — Кавказ — прилучені до молодших складчастих областей. У складчастих областях є основні запаси металевих руд.

### Рельєф
Більша частина європейської частини РФ розташована в межах Східноєвропейської рівнини. На півдні — північні схили Кавказу, на північному заході — гори Хібіни. На схід від Уралу — Західносибірська рівнина, обрамлена на півдні горами південного Сибіру (Алтай, Саяни, гори Прибайкалля, Забайкалля та інші). Між Єнісеєм та Леною розташоване Середньосибірське плоскогір'я, між Леною і Тихим океаном — хребти та нагір'я Північно-Східної Азії.

### Клімат
На території Росії у широтному напрямку із півночі на південь чергуються такі кліматичні пояси: полярний, субполярний, помірний, субтропічний. Клімат країни в меридіональному напрямку змінюється від морського (на крайньому північному заході) до різко континентального у Сибіру, з переходом до вологого мусонного на Далекому Сході. У багатьох районах Сибіру та Далекого Сходу поширена багаторічна мерзлота.

### Гідрологія

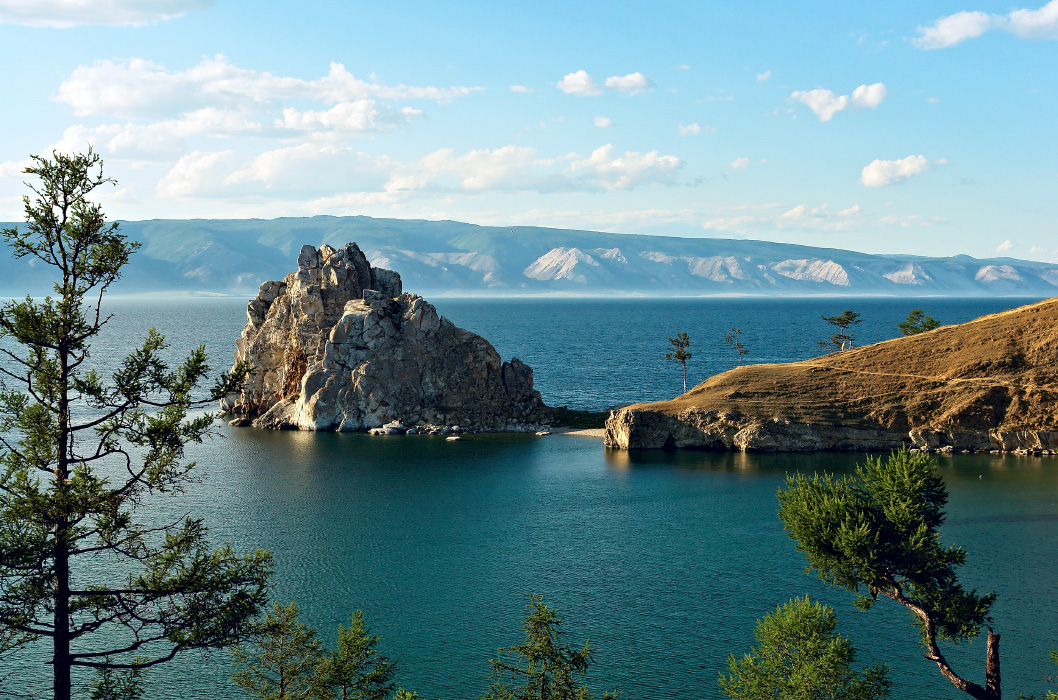
Озеро Байкал

Найбільші річки: Лена, Іртиш, Єнісей, Об, Волга, Амур. Найбільші озера: Байкал, Ладозьке, Онезьке. Внутрішнє Каспійське море є сточищем замкнених басейнів Волги, Уралу та Тереку.

### Ґрунти і рослинність
На території Росії у широтному напрямку із півночі на південь чергуються такі природні зони: арктична пустеля, тундра, лісотундра, лісова зона тайги, мішаних та широколистяних лісів, лісостепова, степова та зона напівпустель (поблизу Каспійського моря).

## Історія

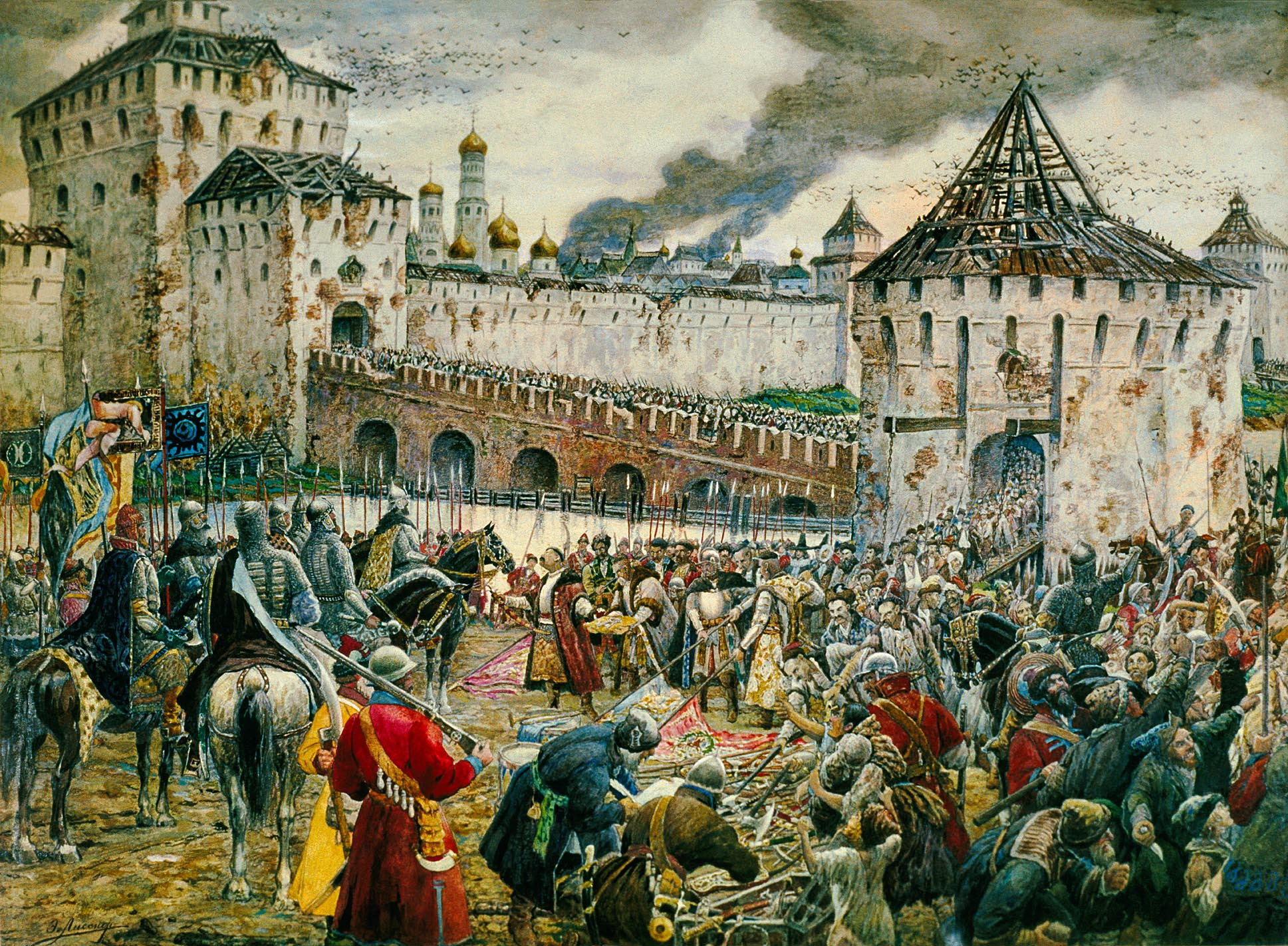
Польсько-московська війна (1609—1618)

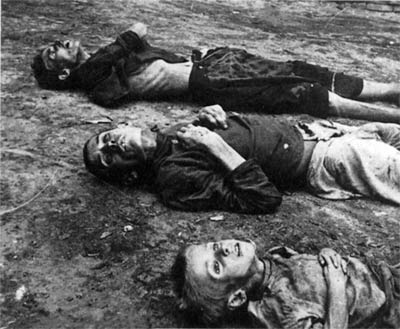
Голод на Поволжі (1921—1922)

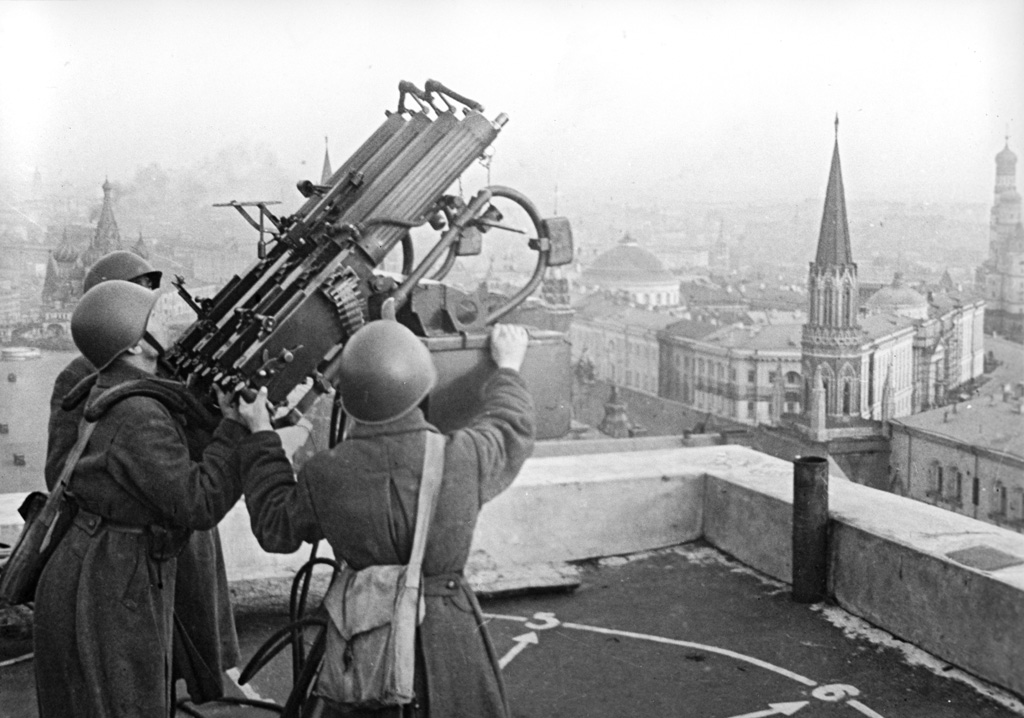
Битва за Москву

Офіційно[ким?] російська державність починає історію з утворення на півночі нинішньої Росії князівств у 862, коли племена ільменські словени, кривичі, чудь, весь, меря і мурома підкорили варяги, які шукали інші шляхи у Константинополь (столицю Візантії). При цьому утворення Московської держави завершилось наприкінці XV — на початку XVI ст., а формування великоросійської народності — в XVI ст.
У 988 р. Київська Русь прийняла християнство від Візантії. Пізніше Русь розпалася на ряд дрібних держав, більшість із яких були захоплені під час монгольської навали та стали васалами Золотої Орди. Князівство Московське теж стало васалом Орди до 1480 року, початку розпаду Золотої Орди на ханства, але під час панування монголів поступово отримувало владу над навколишніми російськими князівствами після Тверського повстання під приводом збирання данини без навантажень монголів (організованого Іваном Калитою), таким чином поширивши свій вплив. У XVIII столітті країна була значно розширена завдяки завоюванням, анексіям, зокрема за участі українських козаків під час підкорення Сибіру, щоб, урешті-решт, перетворитися на Російську імперію, яка була в історії третьою за територією імперією, що простягалася від Польщі в Європі до Аляски в Північній Америці. Також проводили великі переселення корінних народів задля запобігання повстань і надалі від'єднань (у тому числі й виселення на Кубань українців).
Після революції 1917 року та створення СРСР Росія стала його найбільшою провідною складовою. Увійшли в історію як кати багатьох народів, адже за дорученнями Москви проводилися масові депортації корінних народів або винищення їх голодом. Деякі з найбільших технологічних досягнень 20-го століття, серед іншого перший політ людини в космос і запуск першого штучного супутника Землі, здійснені за радянських часів у СРСР, у світі пов'язуються з Росією. Після розпаду Радянського Союзу у 1991 році РРФСР, найбільша із республік СРСР, визнана як держава-правонаступник СРСР і отримала офіційну назву «Російська Федерація».
Б. М. Єльцин, обраний на З'їзді народних депутатів СРСР у 1989 р. та президентом республіки в 1990-му, оголосив про економічний і політичний суверенітет республіки. У 1991 р. партійні організації виведені з підприємств. Після провалу антигорбачовського путчу в серпні 1991-го Єльцин став основною фігурою в СРСР, розпустив КПРС і КП РРСФР, СРСР перестав існувати. У грудні 1991 р. створена Співдружність Незалежних Держав (СНД).

### Російська Федерація

#### 1990-ті роки

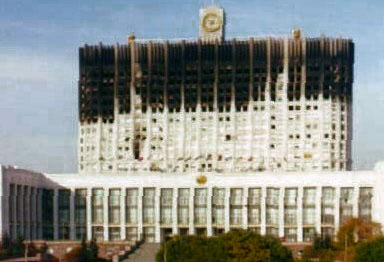
Обгорілий фасад Будинку Рад. Конституційна криза в Росії 1993 р.

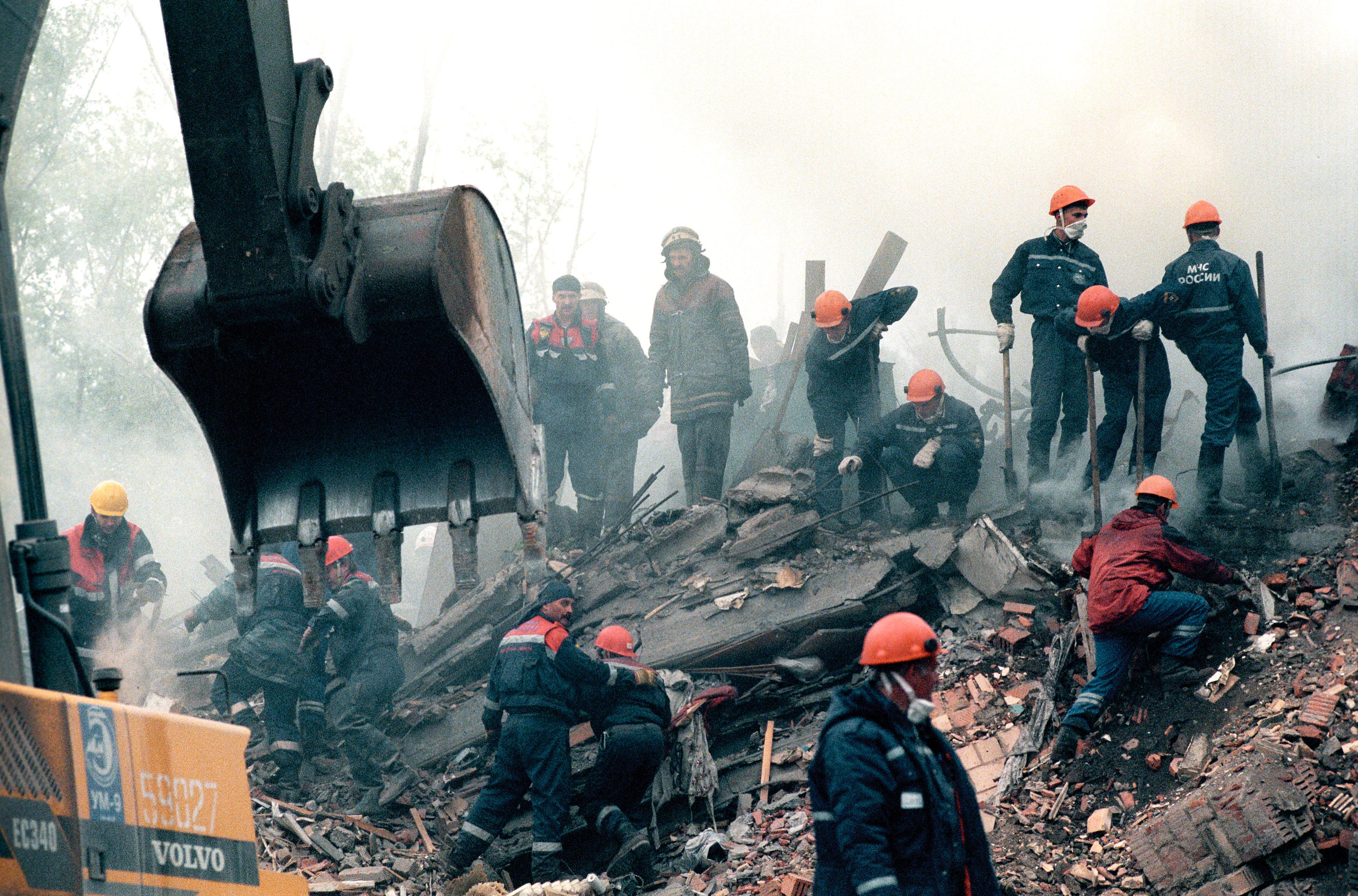
Роботи з розчищення завалів на місці вибуху житлового будинку на Каширському шосе. Москва

Незалежність Російської Федерації визнана США й іншими західними країнами в січні 1992-го, Росія посіла місце колишнього СРСР у Раді безпеки Європи; нова конституція прийнята на референдумі 1993 р.
Політичне будівництво супроводжувалося радикальними економічними реформами по лінії «шокової терапії» відповідно до рекомендацій США та Міжнародного валютного фонду. 1 січня 1992 р. скасовано державне регулювання цін. Результатом цього стала ліквідація дефіциту споживчих товарів, гіперінфляція і масове зубожіння населення. Економічні реформи 1990-х призвели до різкого спаду економіки країни — 50-відсоткове зниження вихідного ВВП і промислового у період 1990—1995 рр.
Приватизації значною мірою змістила контроль над підприємствами від державних установ до людей зі зв'язками у середині уряду. Нові багатії перевели мільярди коштів і активів за межі країни, що спричинило величезний відтік капіталу, депресія економіки призвела до краху соціальних послуг. Народжуваність впала, в той час, як смертність зросла, мільйони занурилися в убогість: з 1,5 % наприкінці радянської епохи рівень бідності до середини 1993 р. зріс до 39—49 %. У 1990-ті росіяни побачили крайню корупцію та беззаконня, зростання злочинних угруповань і кількості насильницьких злочинів. Росія взяла на себе відповідальність за врегулювання зовнішнього боргу СРСР, хоча її населення складало тільки половину населення СРСР на момент розпаду.
У 1993 р. З'їзд народних депутатів намагався обмежити владу Єльцина. Розпустивши 21 вересня 1993 р. Верховну Раду та придушивши правий переворот 4 жовтня 1993-го, президент зумів зосередити усі важелі державної влади у власних руках. У грудні відбулися вибори до новоствореної Державної Думи — нижньої палати парламенту за новою конституцією, що вступила в дію в грудні.

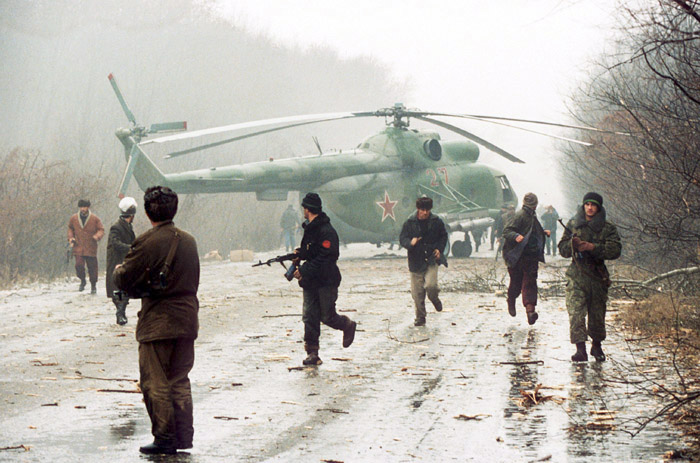
Російський вертоліт Мі-8, збитий чеченськими повстанцями неподалік Грозного в 1994 р.

Відносно внутрішній спокій 1980-х змінився буремними 1990-ми — збройними конфліктами на Північному Кавказі, місцевими етнічними сутичками та конфліктами. З того часу, як чеченці проголосили незалежність на початку 1990-х, переривчаста партизанська війна велася між повстанськими угрупованнями й російськими військовими. Здійснювалися терористичні напади на цивільних осіб: заручники у московському театрі й облога школи в Беслані стали причиною сотень смертей і привернули увагу всього світу. Є підозри, що ці акти були здійснені російськими спецслужбами для створення приводу для продовження війни, а також дискредитації визвольного руху в Чечні.
Впродовж 1990-х років російські війська брали участь у низці воєн та збройних конфліктів на пострадянському просторі: конфлікт у Придністров'ї, який у 1992 році перетворився на, де-факто, війну проти Молдови, конфлікт у Нагірному Карабасі між Азербайджаном та Вірменією (з 1991 року), війни на території Грузії (Південна Осетія (1991—1992), громадянська війна 1991—1993, війна в Абхазії (1992—1993) і Таджикистану (громадянська війна 1992—1997).
Наприкінці 1994 р. Росія почала військову операцію в Чеченській республіці, в якій до влади прийшло угрупування, яке добивалося відділення від Росії. Бойові дії в Чечні та деяких населених пунктах сусідніх регіонів російського Північного Кавказу між військами Росії (ЗС і МВС) і збройними формуваннями невизнаної Чеченської Республіки Ічкерія з метою взяття під контроль території Чечні переросли в повноцінну війну, що тривала до серпня 1996 р., і була завершена підписанням Хасавюртівської угоди. Офіційно конфлікт визначався як «заходи з підтримання конституційного порядку», військові дії називалися «першою чеченською війною», рідше «російсько-чеченською» або «російсько-кавказькою війною». Конфлікт і попередні йому події характеризувалися великою кількістю жертв серед населення, військових і правоохоронних органів, відзначалися факти етнічних чисток не чеченського населення в Чечні. Попри певні військові успіхи ВС і МВС Росії, підсумками цього конфлікту і спроби відновлення конституційного порядку стали виведення російських підрозділів, масові руйнування і жертви, де-факто незалежність Чечні до Другої чеченської війни, хвиля терору, що прокотилася по Росії.
В 1996 р. відбулися вибори Президента, на посаду якого переобрано Єльцина Б. М., він зміг перемогти представника від комуністичної партії Г. А. Зюганова. Через хворобу влада в країні до 1998 р. фактично належала олігархам на чолі з Б. А. Березовським.
В 1998 р. Росія пережила зміну трьох прем'єр-міністрів та дефолт, що негативно вплинув на економічний стан. У першій половині 1990-х велика кількість підприємств приватизована шляхом ваучерної приватизації та через заставні аукціони. Однак, цього не було достатньо, щоб покрити величезний державний борг. 17 серпня 1998-го Уряд Росії оголосив про зупинку платежів по ряду зобов'язань, в тому числі ДКО й ОФЗ. Становище населення погіршилося, однак падіння курсу рубля підвищило конкурентоспроможність російських виробників. Роком пізніше в Росії почалося економічне зростання, яке тривало кілька років.
1999 р. пройшов під знаком пошуку наступника Єльцина: змінено трьох прем'єр-міністрів, вибір зупинено на В. В. Путіні, розпочата Друга чеченська війна під назвою «антитерористична операція», що підняла рейтинг кандидата. 31 грудня 1999-го Єльцин добровільно залишає посаду Президента Росії, виконувати обов'язки призначено прем'єр-міністра Путіна, якого обирають наступним президентом навесні 2000 р.

#### 2000-ні роки
У 2000-ні рр. в Росії проведений ряд соціально-економічних реформ: податкова, земельна, пенсійна, банківська, монетизація пільг, реформи трудових відносин, електроенергетики та залізничного транспорту. У вересні 2005 р. в Росії запущені «Національні проєкти» для вирішення найважливіших соціальних завдань: охорона здоров'я, освіта, житлова політика і сільське господарство. У 2006 р. на ці програми виділено 161 млрд рублів, у 2007-му — 206 млрд. У 2000—2008 рр. у Росії спостерігається зростання російської економіки, інвестицій, доходів населення, чому сприяли проведені реформи, політична стабільність, підвищення цін на товари російського експорту (особливо мінерально-сировинної бази).
Сприятлива кон'юнктура ринку початку 2000-х на ринку вуглеводнів (зокрема, зростання світових цін на нафту) сприяли швидкому розвитку російської економіки. Прихід до влади Путіна та його команди ознаменувався відходом від ліберального шляху розвитку: з'являються факти наступу на журналістику і свободу слова, роль парламенту у політичному житті зменшується, скасовуються прямі вибори голів суб'єктів федерації, тепер кандидатів пропонує Президент РФ, їх затверджує місцевий законодавчий орган. Паралельно у країні придушується автономія олігархів — незгодні полишають Росію (Гусинський, Березовський) або отримують тривалі строки ув'язнення (Ходорковський).
З 2000 р. у РФ проводився політичний курс зміцнення центральної (федеральної) й ослаблення регіональної влади (зміцнення вертикалі виконавчої влади), націоналізації деяких підприємств, що сприяло зміцненню політичного впливу федеральної влади. Однак до 2012 р. прийнято рішення в найближчі п'ять років провести масштабну приватизацію державної власності (або підприємств, в яких держава володіє контрольним пакетом акцій), включаючи РЖД, Роснефть, ВТБ, Сбербанк, Аэрофлот, РусГидро, можлива приватизація Газпрому.
У 2004 р. Путіна В. В. переобрано президентом на другий термін. 2008 р. президентом обрали Медведєва Дмитра Анатолійовича. 8 серпня 2008 року Росія вступила в збройний конфлікт із Грузією.

#### 2010-ті роки

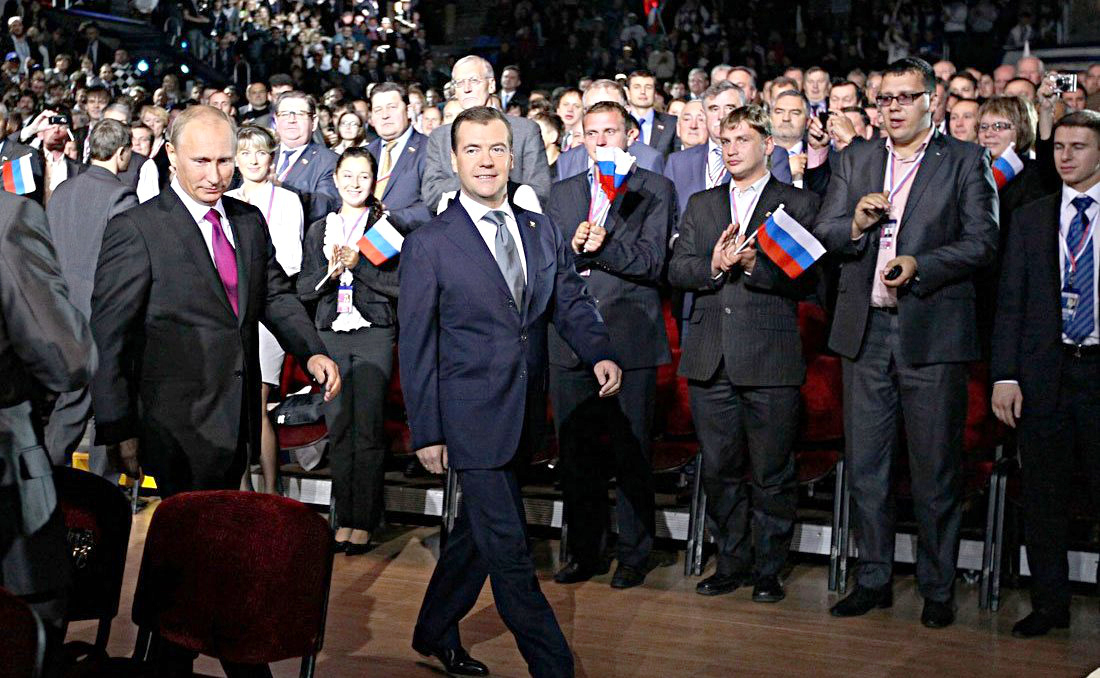
Дмитро Медведєв і Володимир Путін на з'їзді «Єдиної Росії». 24 вересня 2011 р.

4 грудня 2011 р. відбулися Вибори до Державної думи VI скликання, за результатами яких керівна партія «Єдина Росія» зберегла парламентську більшість і втратила конституційну. Офіційні результати голосування викликали різні оцінки з боку російських і закордонних політиків, соціологів, журналістів і спостерігачів. Багато хто з них сходяться на думці, що в день голосування мали місце значні фальсифікації — вкидання бюлетенів, переписування протоколів тощо.
На виборах президента Росії 4 березня 2012 р. Володимир Путін переміг у першому турі. За заявами кандидата в президенти Росії Геннадія Зюганова, лідерів партії «Яблуко», партії «Інша Росія», асоціації «Голос» та інших громадських організацій, на результат виборів вплинули масові порушення при їх проведенні та під час передвиборчої кампанії, тому вибори нелегітимні.. 7 травня вступив на посаду президента Росії.
8 травня Державна дума дала згоду Президенту Росії Володимиру Путіну на призначення Дмитра Медведєва головою уряду (його кандидатуру підтримали «Єдина Росія», ЛДПР і 5 депутатів із фракції «Справедлива Росія», 54 справороси і КПРФ проголосували проти).
У 2013 р. прийнятий і підписаний закон № 65-ФЗ про посилення відповідальності за правопорушення при масових заходах. Частина його положень скасована Конституційним судом у 2013 р. У липні 2012 р. підписані закони № 121-ФЗ про некомерційні організації — «іноземних агентів», закон № 139-ФЗ про регулювання інформації в Інтернеті. У грудні 2012-го прийнято закон «Про освіту в Російській Федерації». У травні 2013 р. підписано закон про заборону іноземних рахунків для міністрів, членів Ради Федерації та Держдуми, суддів, військовослужбовців і прокурорів. У липні 2012 р. Росія спільно з КНР заблокувала в Раді Безпеки ООН проєкт резолюції щодо Сирії, який погрожував санкціями. У серпні 2012-го завершився процес вступу Росії до СОТ, у грудні — у відповідь на американський «Закон Магнітського» прийнятий «Закон Діми Яковлєва» в результаті так званої Справи Діми Яковлєва.
18 березня 2014 року Росія всупереч Будапештського меморандуму, за яким РФ виступає гарантом територіальної цілісності України, здійснила анексію території Криму та Севастополя шляхом підписання Угоди про прийняття до складу РФ Криму і Севастополя.
29 травня 2014 р. Росія, Білорусь і Казахстан підписали договір про створення Євразійського економічного союзу (ЄАЕС) — міжнародного інтеграційного економічного об'єднання (союзу), створеного на базі Митного союзу ЄврАзЕС. ЄАЕС почав функціонувати з 1 січня 2015 р.
2014 року у Москві відбувся Марш миру.

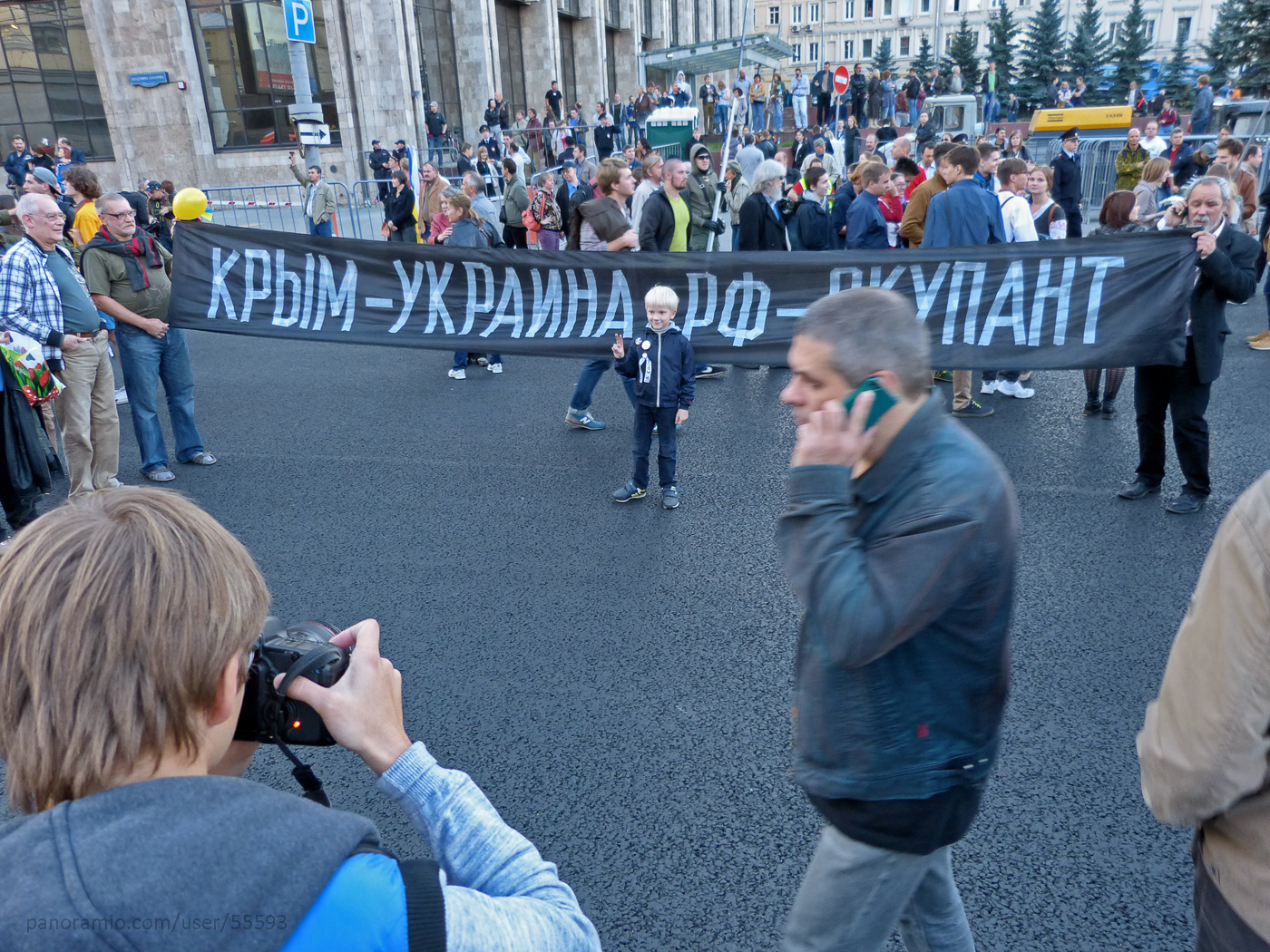
21 вересня 2014

27 лютого 2015 року було вбито російського опозиціонера Бориса Нємцова
2018 року в результаті фальсифікації
виборів перемогу здобув Володимир Путін.

#### 2020-ті роки
20 серпня 2020 року було отруєно російського опозиціонера Олексія Навального під час його перельоту з Томська до Москви (де він знімав розслідування «Томськ у полоні у депутатської мафії». В результаті отруєння він упав у кому. 24 серпня був перевезений у берлінську клініку «Шаріте». 23 вересня його виписали з лікарні. Паралельно проходили зйомки документального фільму «Навальний».
17 січня 2021 Навальний повернувся до Росії. Його було затримано в аеропорті, що спричинило масові протести по всій країні.
22 грудня 2021 команда Навального опублікувала власне розслідування про Олександра Бородая (ватажка ДНР), закликаючи росіян не брати участь у можливих бойових діях проти України.
24 лютого 2022 року Росія сумісно з режимом Лукашенка розпочала повномасштабне вторгнення в Україну.

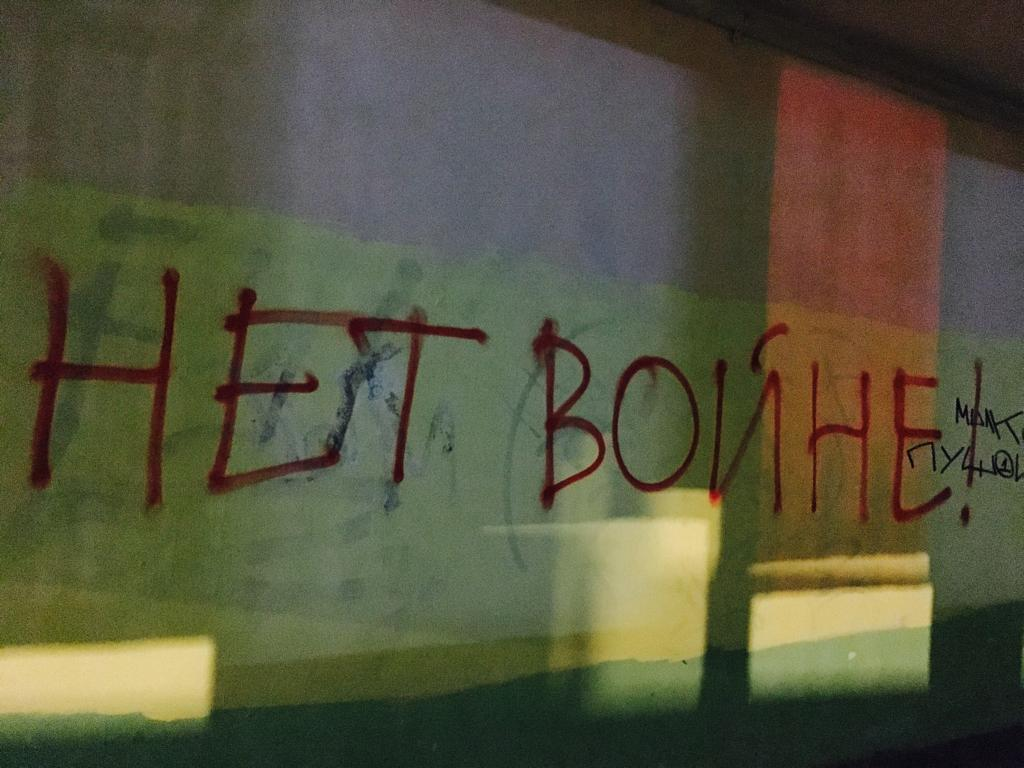
Графіті на одній з московських стін.

У 2022 по всіх містах Росії відбулася низка антивоєнних протестів які були жорстоко придушені, а їх учасники репресовані.
30 вересня 2022 у центрі Москви відбувся концерт на підтримку «приєднання» південного сходу України до Росії на якому російський актор Іван Охлобистін закликав до «священної війни» та використав вигук опричників Івана Грозного «Гойда!».

## Зовнішня політика
Державний устрій Російської Федерації — змішана президентсько-парламентська федеративна республіка. Державною мовою слугує російська, але кожна республіка може ввести у своїх межах власну національну мову як другу офіційну. На думку американського політолога Александра Мотиля путінський режим — різновид фашизму: «Це не просто авторитарний, це фашистський режим, з культом сильного лідера, і в цьому він дуже схожий на режим Муссоліні в Італії. По-перше, це надмірна централізація влади, при якій рішення приймає одна людина. Весь апарат держуправління стає заручником волі однієї людини. Таке ми бачили в Німеччині Гітлера, в Італії Муссоліні, зараз спостерігаємо в Росії Путіна.»

### Міжнародні відносини

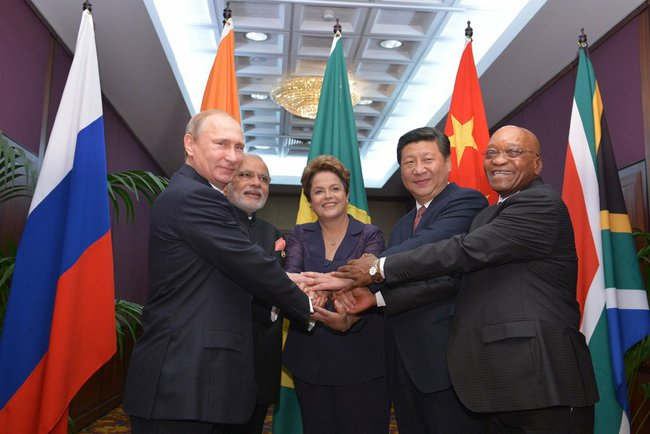
Саміт G-20 у Брисбені, 15 листопада 2014 р.

Російська Федерація оголосила себе і була визнаною правонаступницею СРСР у багатьох міжнародних організаціях. Головний архітектор та ідеолог СНД та низки інших політичних, економічних та військових організацій на теренах колишнього СРСР.
Для членства в Організації Об'єднаних націй, після зруйнування СРСР, Російська Федерація скористалася фактом першочергового членства СРСР в ООН від 24 жовтня 1945 року та підтримкою новостворених на колишній території СРСР держав. 24 грудня 1991 року тодішній Президент Російської Федерації Борис Єльцин звернувся з листом до Генерального секретаря ООН, у якому вказав, що Російська Федерація, за підтримки 11 країн — членів Співдружності Незалежних Держав, продовжить членство СРСР у Раді Безпеки та в усіх інших органах ООН.
На думку верховного головнокомандувача об'єднаними збройними силами НАТО в Європі, генерала Філіпа Брідлава Росія використовує механізм створення зони «замороженого конфлікту» для того, щоб не допустити ту чи іншу країну на сході Європи до зближення із Заходом. Він зокрема зазначив, що внаслідок окупації Криму Росією, альянс уже не сприймає її як партнера:
|  | Ми були на етапі, коли намагалися зробити з Росії партнера. Але нині очевидно, що Росія поводиться радше як противник, аніж як партнер. |

Верховна рада України оголосила Росію «державою-терористом».

### Російсько-грузинська війна 2008

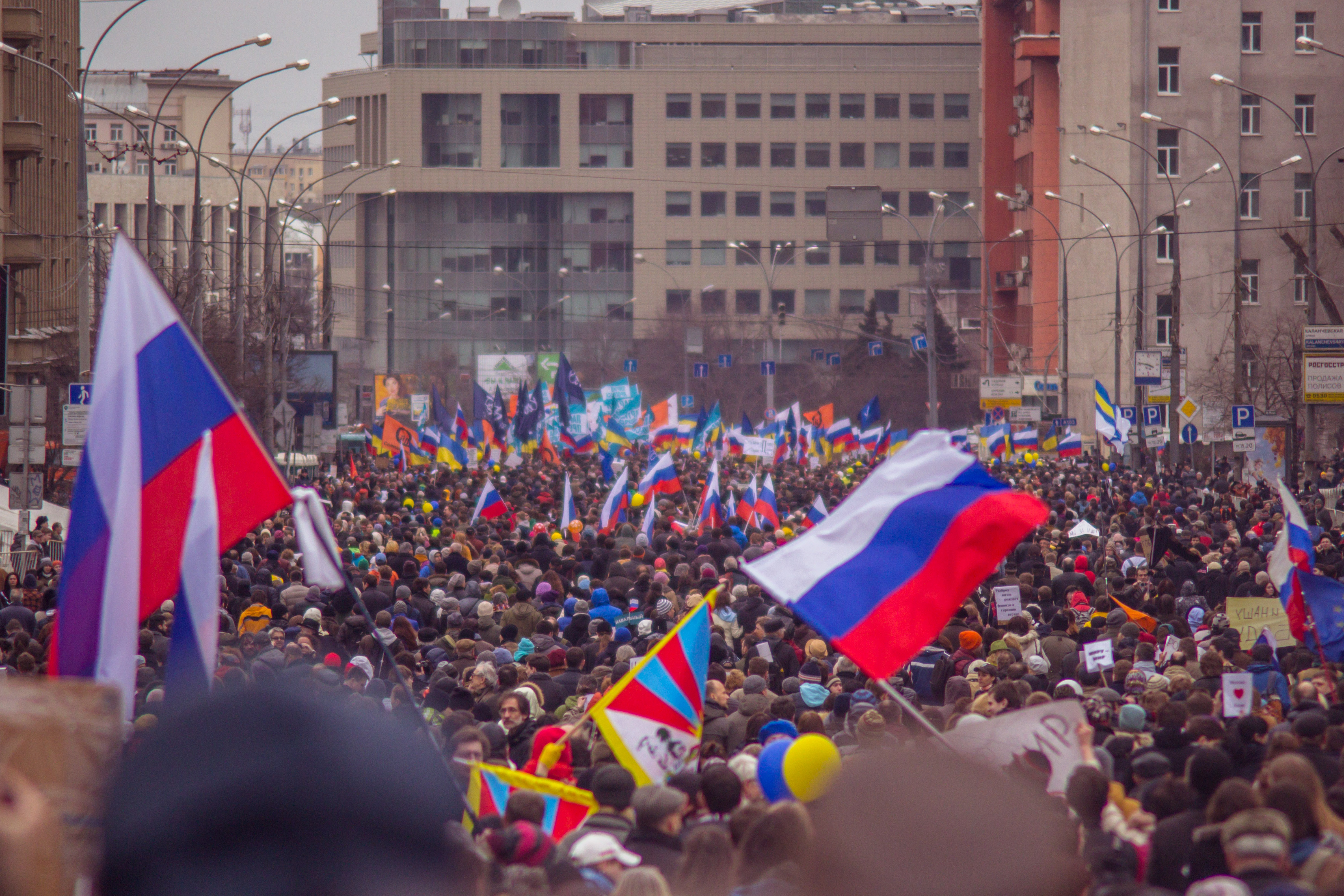
Марш за мир і свободу в Москві, 15 березня 2014 р.

### Анексія Криму
Анексія Криму та Севастополя Росією — військова агресія Росії, спрямована на насильницьке протиправне відторгнення Кримської автономії та Севастополя від України та їх приєднання до Російської Федерації на правах суб'єкта Російської Федерації, що було здійснено протягом березня 2014 року. Насильницька анексія Криму не визнається українською державою, не визнається Генеральною асамблеєю ООН, ПАРЄ, ПА ОБСЄ, а також суперечить рішенню Венеційської комісії, натомість російською владою трактується як «повернення Криму до Росії».
Парламентська асамблея Організації з безпеки і співробітництва в Європі визнала Росію військовим агресором.

### Агресія проти України і міжнародний тероризм, 2014
30 червня 2014 року головнокомандувач ОЗС НАТО в Європі Філіп Брідлав визнав, що Росія не лише фінансово і матеріально підтримує сепаратистів, але й використовує проти України вбивць-найманців у той час, коли регулярні російські збройні сили полегшують рух бойовиків, обладнання та фінансів через кордон України:
|  | Російські іррегулярні сили дуже активні у східній Україні. Підтримувані Росією сили активні в східній Україні. І російське фінансування дуже активне на сході України [54] |
Згідно з даними Служби безпеки України,
|  | Планування, фінансування та реалізація Росією військової агресії на території Луганської та Донецької областей організовується, спрямовується, здійснюється силами, насамперед, Федеральної служби безпеки Російської Федерації, Головного розвідувального управління Збройних Сил Російської Федерації, найманців усіляких видів і сортів з усієї Росії, і в тому числі найманців і з України. При цьому використовуються ті джерела і канали фінансування, які застосовуються злочинними організаціями для закупівлі зброї, з якої розстрілюється мирне населення України [55] |
Відповідно до Закону України «Про боротьбу з тероризмом», міжнародний тероризм (англ. International terrorism) — здійснювані у світовому чи регіональному обширі терористичними організаціями, угрупуваннями, у тому числі за підтримки державних органів окремих держав, з метою досягнення певних цілей суспільно небезпечні насильницькі діяння, пов'язані з викраденням, захопленням, вбивством ні в чому не винних людей чи загрозою їх життю і здоров'ю, зруйнуванням чи загрозою зруйнування важливих народногосподарських об'єктів, систем життєзабезпечення, комунікацій, застосуванням чи загрозою застосування ядерної (Ядерний тероризм), хімічної, біологічної та іншої зброї масового ураження.
Підтримувані Росією організації «ДНР» і «ЛНР», які серед іншого захоплювали у заручники членів міжнародної місії ОБСЄ, що користуються дипломатичним захистом, визнано в Україні терористичними.
В Україні щодня встановлюються або затримуються диверсанти російської розвідки. Так, 3 липня 2014 року Служба безпеки України затримала групу російських диверсантів, які готували теракт проти керівництва антитерористичної операції. Під час допиту затримані підтверджують, що всі вказівки і зброя надходять в Україну з конкретних військових частин Російської Федерації.
4 липня 2014 року контррозвідка Служби безпеки України встановила причетність кадрового співробітника Головного розвідувального управління Генерального Штабу Російської Федерації, громадянина РФ Травкіна Валерія Юрійовича, до постачання зброї з Росії для бандформувань та найманців у східних регіонах України. Травкін В. Ю. разом зі своїм поплічником із ГРУ ГШ ЗС РФ на прізвисько «Грек» організовував постачання з Ростовської області Росії важкого озброєння, використовуючи для цього так звані «коридори» на українсько-російському кордоні. Встановлено також, що він, маючи досвід бойових дій у Чечні, готував бойовиків для поповнення терористичних організацій у Луганській області.
Того ж 4 липня 2014 року контррозвідкою СБУ на території Харківщини затримано двох громадян України, які у складі розвідувально-диверсійної групи ГРУ Генштабу ЗС РФ під керівництвом І. Бєзлєра захоплювали адмінбудівлі органів держвлади та правоохоронних органів України, брали заручників та вели бойові дії проти українських військових. За свідченнями бойовиків, їхня група була сформована представниками ГРУ ГШ ЗС РФ та пройшла спеціальну бойову підготовку у таборі російської спецслужби на території АР Крим. Надалі, групу було нелегально переправлено російською військовою розвідкою на територію України через Ростовську область РФ каналом, який контролювався прикордонниками ФСБ Російської Федерації.
5 липня 2014 року в Одесі було затримано російських диверсантів і припинено діяльність агентурної мережі. За інформацією СБУ, група осіб, в яку входили два росіяни та один білорус, прибули до Одеси наприкінці червня цього року, для виконання поставлених російською розвідкою завдань, і розгорнули широку роботу для дестабілізації ситуації в регіоні.

За інформацією Голови СБУ Валентина Наливайченка, вся зброя з окупованого Криму, включаючи танки Т-90, перевозиться на територію Росії, а з території Росії в Луганську область:
|  | Аксьонов, який керує так званим кримським урядом, і керівник прикордонної служби РФ провезли їх майже тисячу кілометрів по Росії і переправили в Луганську область для розстрілу наших громадян. |

Також серйозна складова за даними СБУ — «реальні російські військові і співробітники ГРУ і ФСБ. Наступна складова — завербовані найманці з РФ. Їх сотні і тисячі — учасників незаконних збройних банд, які є в Луганській і Донецькій областях. Вони стріляли і під час припинення вогню, продовжують і після. Саме вони стріляють у дітей, в табори переселенців».
У Києві, в меморіальному комплексі Національного музею історії України у Другій світовій віні відкрита спеціальна виставка матеріалів, що свідчать про фінансування та військову підготовку Російською Федерацією терористів, яких державні структури РФ вербують на території Росії та України. Державні органи РФ також здійснюють контрабанду зброї та транспортування терористів на територію України. На виставці представлена зброя та військова техніка, що її Міністерство оборони РФ надає бандформуванням для ведення військових дій на території України. Надані також докази інформаційної агресії РФ проти України через мережу Інтернету.
Від середини липня 2014 року Збройні сили Російської Федерації почали брати пряму участь у бойових діях проти Збройних сил України. Підрозділи Збройних сил Росії діють як із території Російської Федерації, так і безпосередньо на території України.

### Пропаганда війни в Росії

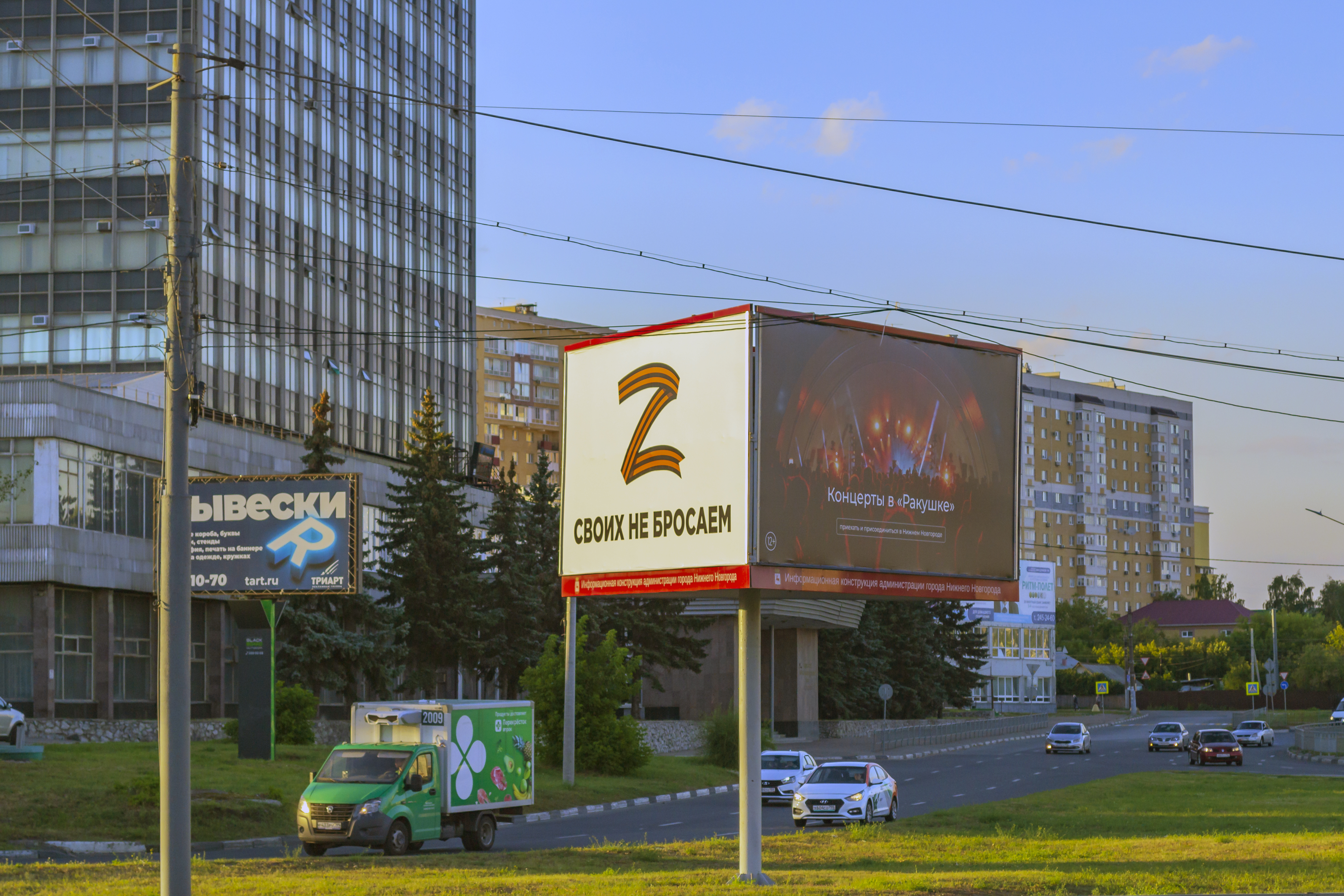
Приклад літери Z на білборді у Нижньому Новгороді

У зв'язку з військовою агресією Російської Федерації проти України, як один із напрямків інформаційної війни агресором використовується пропаганда війни засобами масової інформації, а також представниками керівництва країни та наближеними до нього політичними діячами та науковцями.

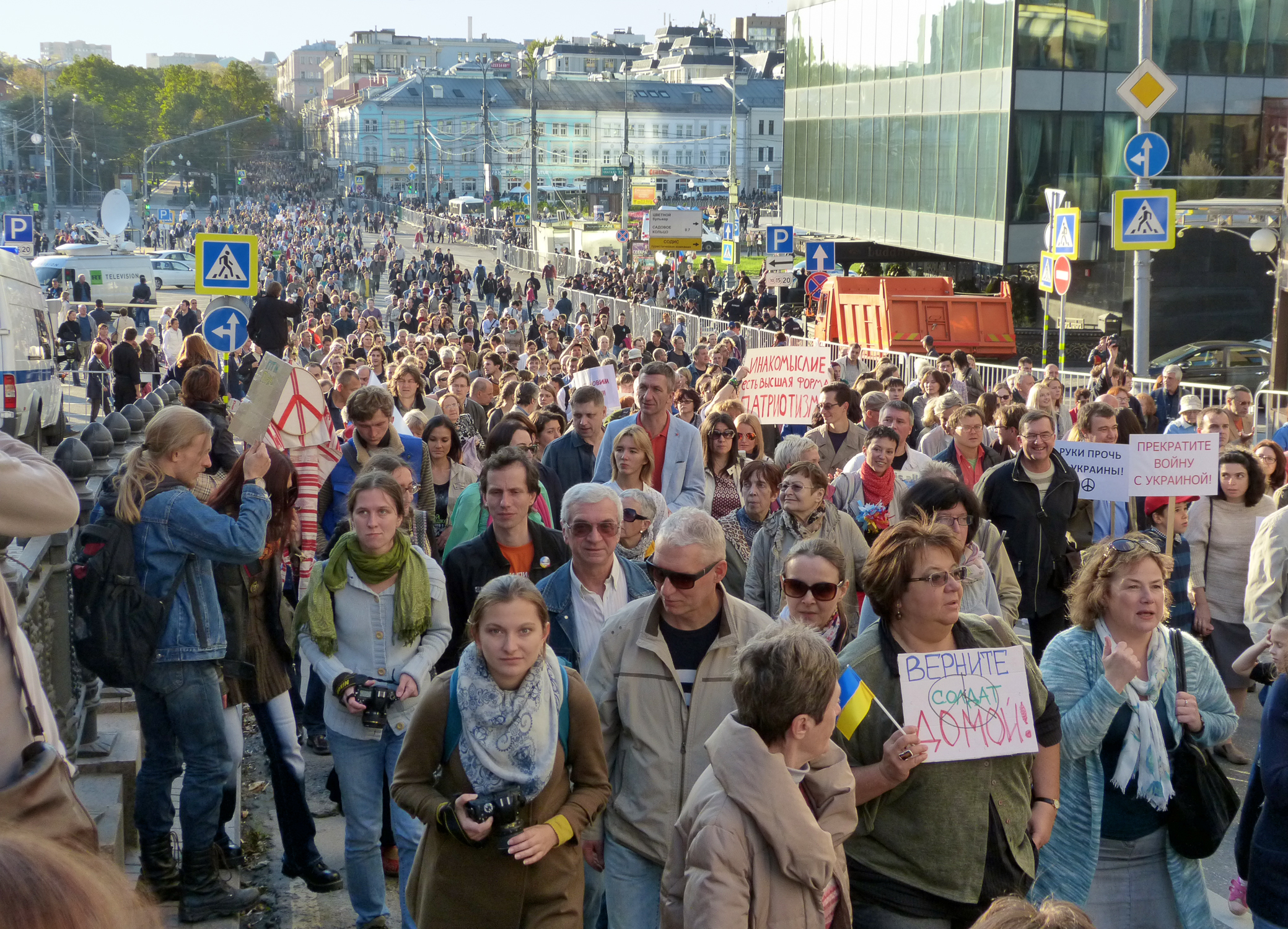
Протести в Москві проти війни в Україні, 21 вересня 2014 р.

Супротивників війни із Україною В. Путін називає не інакше як «зрадниками» та «п'ятою колоною».
Вже з вересня 2008 року О. Дугін, — російський фашист, що його називають «мозком Путіна»,— вимагав вторгнення в Україну та інші країни, що раніше входили до СРСР: «Радянська імперія буде відновлена різними засобами: силою, дипломатією, економічним тиском… Все буде залежати від місця та часу».
У квітні 2014 року за розпалювання міжнаціональної ворожнечі та пропаганду війни в Україні було заборонено ретрансляцію чотирьох російських телеканалів. Одночасно в Литві заборонили мовлення двох російських каналів.
13 квітня 2014 року Генеральний секретар НАТО Андерс Фог Расмуссен у заяві, опублікованій на сайті альянсу, звинуватив РФ у пропаганді війни і бажанні повалити владу в Україні
У травні 2014 року у мережі з'явився рекламний ролик, створений восени 2013 року на замовлення Міноборони РФ, що агітує вступати до лав збройних сил РФ. Цей ролик викликав критику за пропаганду війни і його оригінал видалили з відеохостингу Vimeo (тепер він опублікований лише на Youtube).
Режим Путіна для обґрунтування агресії проводить у пропаганді лінію між «нашими» та «фашистами» в Україні. Особисто президент Росії висуває тези про захист російськомовних людей на Донбасі від «київського режиму», та стверджує про те, що Україна була створена Росією. Водночас керівництво Росії продовжує пропаганду насильства по відношенню до «не наших» як щось бажане та навіть обов'язкове.
Для пропаганди використовуються навіть передачі для дітей.
5 липня СБУ відкрила кримінальне провадження проти радника президента РФ Сергія Глазьєва за публічні заклики до розв'язування військового конфлікту із Україною.
Всі ці дії за законодавством Російської Федерації є злочинами «проти миру та безпеки людства»: Стаття 354 Кримінального кодексу. Публічні заклики до розв'язування агресивної війни.
З кінця лютого — початку березня символи «Z» і «V» стали повсюдно використовувати для підтримки вторгнення Росії в Україну, причому «Z» використовується частіше. Символ часто порівнюють із свастикою. Держава спонсорує «Z»-флешмоби у соціальних мережах, букву наносять на предмети одягу, будинки, автотранспорт. На тих, хто виступає проти використання «Z» у Росії, заводять кримінальні справи. Публічне зображення знака з метою підтримки дій російської армії заборонено в Естонії, Україні, Молдові, Литві, Латвії та ряді земель Німеччини. До початку 2023 року символи «Z» та «V» стали втрачати популярність і в основному використовуються лише найбільш радикальними прихильниками війни.

## Економіка

Номінальний ВВП на душу населення в регіонах Росії (2008)
понад 50 000$
30 000 — 50 000$
20 000 — 30 000$
9 750-20 000$
7 500 — 9 750$
5 000 — 7 500$
3 000 — 5 000$
менше 3 000$

- ВВП за ПКС — 3,565 трлн $ (приблизно 2014). 3,543 трлн $ (приблизно 2013), 6-те місце в світі
- ВВП номінал 1,857 трлн $ (приблизно 2014)
- Приріст ВВП 0,6 % (приблизно 2014), 1,3 % (приблизно 2013), 196-те місце
- Приріст промвиробництва 0,6 %, 159-те місце
- ВВП на душу населення — 12,926 $, 57-ме місце (2014 рік, за даними МВФ),
- ВВП на душу населення (ПКС) — 24,800 $ (приблизно 2014), 24,700 $ (приблизно 2013), 68-ме місце
- Безробіття 5,1 % (2014 est.), 5,5 % (приблизно 2013)
- Населення нижче рівня бідності 11 % (приблизно 2013)
- Інфляція споживчих цін 11,4 % (приблизно 2014), 6,8 % (приблизно 2013), 213-те місце
- Експорт 520,3 млрд $, (приблизно 2014), 527,3 млрд $ (приблизно 2013)
- Імпорт 323,9 млрд $ (приблизно 2014), 315 млрд $ (приблизно 2013)
- ЗВР 385,5 млрд $ (31/12/2014), 509,6 млрд $ (31/12/2013), 7-ме місце
- Зовнішній борг (загальний) — 683,6 млрд $ (31/12/2014), 728,9 млрд $ (31/12/2013) 35,8 % ВВП (World Factbook CIA [Архівовано 17 грудня 2020 у Wayback Machine.])

Номінальний ВВП Росії за 2010 рік склав 44,5 трлн російських рублів.
За обсягом ВВП за ПКС (на 2010 рік), економіка Росії — 6-та економіка серед країн світу.
За даними на 2007 рік, частка економіки Росії становить 3,2 % світової економіки. У структурі переважає сектор послуг (торгівля, транспорт, ресторани, готелі, зв'язок, фінансова діяльність, операції з нерухомим майном, державне управління, безпека, освіта, охорона здоров'я, інші послуги) — понад 56,7 % структури доданої вартості в 2007 році (у ВВП — 48,6 %). Крім того, є ще обробна промисловість (харчова промисловість, текстильне і швейне виробництво, виробництво виробів зі шкіри, виробництво взуття, обробка деревини, виробництво з дерева, целюлозно-паперове виробництво, видавнича діяльність, поліграфічна діяльність, виробництво коксу і нафтопродуктів, хімічне виробництво, виробництво гумових та пластмасових виробів, виробництво інших неметалевих мінеральних продуктів, металургійне виробництво, виробництво машин та устаткування, виробництво електроустаткування, виробництво електронного та оптичного устаткування, виробництво транспортних засобів та устаткування, інші виробництва) — 19,1 % структури доданої вартості (16,4 % ВВП), на видобуток корисних копалин припадає лише 10,4 % структури доданої вартості (9,0 % ВВП). Будівництво становить всього 5,9 % структури доданої вартості (5,1 % ВВП); сільське, лісове господарство і рибальство складають у сумі 4,5 % структури доданої вартості (4,5 % ВВП Росії). Найменшу частку в структурі доданої вартості займає виробництво і розподіл електроенергії, газу та води — 3,1 % (2,7 % ВВП). На чисті податки на продукти припадає 14,2 % ВВП.

### Економічний поділ
Росія ділиться на одинадцять великих економічних районів: Північно-Західний, Північний, Центральний, Волго-Вятський, Центрально-Чорноземний, Поволзький, Північно-Кавказький, Уральський, Західно-Сибірський, Східно-Сибірський і Далекосхідний.
Видобуток нафти і газу ведеться в Західному і Східному Сибіру; гідроелектростанції, кольорова металургія і лісова промисловість — у Східному Сибіру. Далекий Схід виділяється видобутком золота, алмазів, риби і морепродуктів. У Північному районі до основних галузей належать видобуток вугілля, нафти, газу, апатитів, нікелю та інших металів, заготівля лісу і видобуток риби. Північно-Західний, Центральний, Волго-Вятський, Уральський і Поволзький райони виділяються розвиненим машинобудуванням, хімічною, легкою, харчовою промисловістю, енергетикою і сферою послуг. Центрально-Чорноземний район і Північний Кавказ мають розвинуте сільське господарство і харчову промисловість.

### Валюта
Російській рубль — офіційна валюта Російської Федерації. Ділиться на 100 копійок. Код російського рубля згідно зі стандартом ISO 4217 — RUB (RUR до деномінації 1998 року), числовий код — 643.

### Промисловість

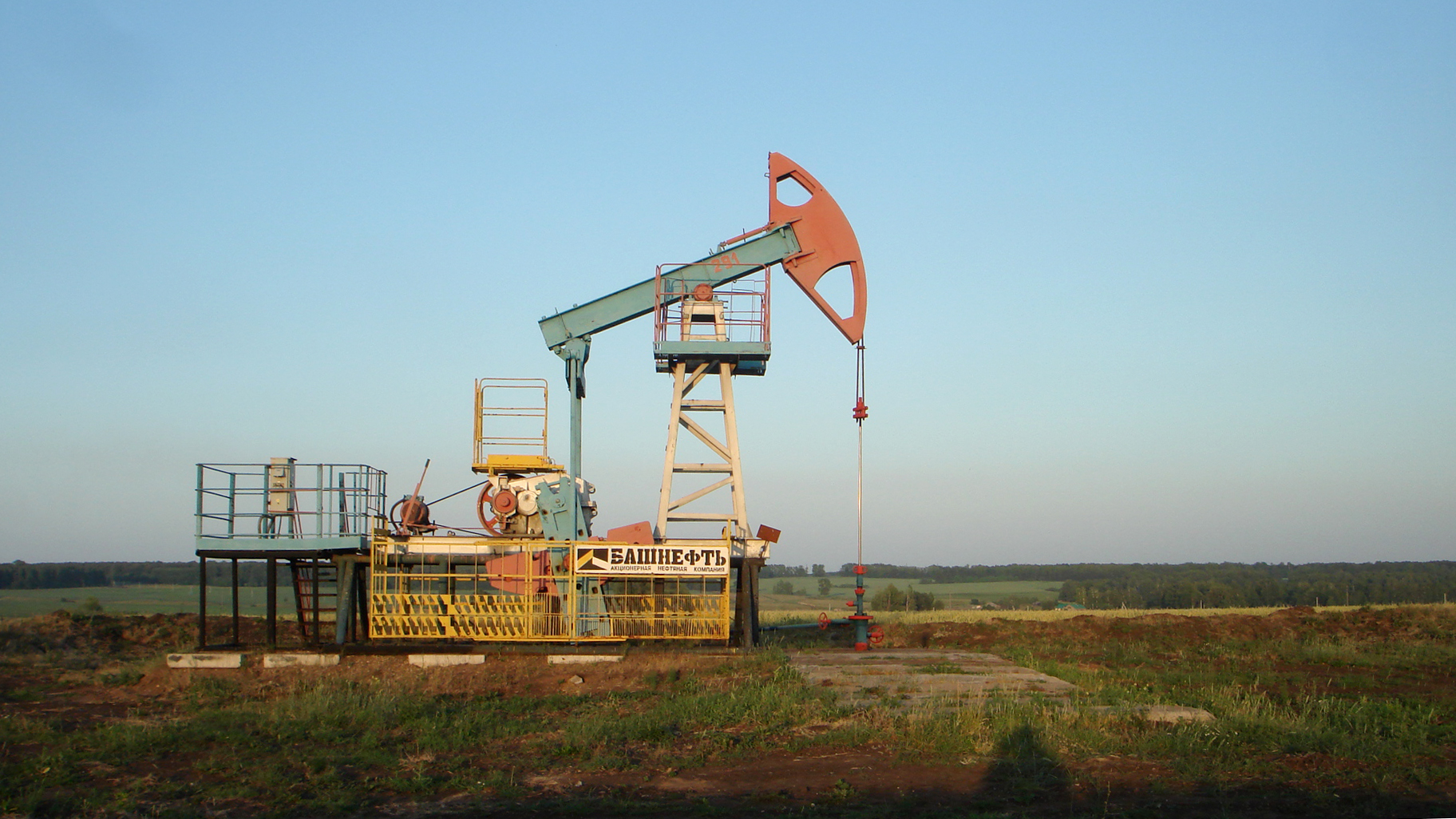
Значну частину дохідної статті бюджету Росії становлять надходження від продажу нафти

Основні галузі промисловості: гірнича, нафтова, нафтопереробна, газова, металургійна (чорна та кольорова металургія), літако- та суднобудування, космічна, машинобудівна, енергетичне обладнання, харчова та текстильна. У промисловості провідна роль належить важкій індустрії. Існує три бази чорної металургії (Уральська, Центральна, Сибірська), різноманітні галузі кольорової металургії.
У РФ добувають усі види мінерального палива, а також більшість видів мінеральної сировини. Росія має найбільші у світі розвідані запаси природного газу й другі за величиною запаси нафти. Великі родовища вугілля є в Республіці Комі, у Східному Сибіру й на Далекому Сході. Росія також багата на залізну руду, боксити, нікель, олово, золото, алмази, платину, свинець і цинк. Багато цих ресурсів знаходиться у Сибіру, де великі відстані, низька заселеність, суворий клімат і багаторічна мерзлота створюють значні труднощі для економічно ефективного видобутку й транспортування сировини на місця переробки та споживання.
Серед усіх галузей промисловості Росії найбільш сильними, по відношенню до 1991 року, виглядають: виробництво електричного, електронного та оптичного устаткування, хімічне виробництво, обробні виробництва, видобуток паливно-енергетичних корисних копалин; целюлозно-паперове виробництво (лісові ресурси Росії — найбільші у світі); видавнича та поліграфічна діяльність; металургійне виробництво та виробництво готових металевих виробів, виробництво і розподіл електроенергії, газу та води (за даними до 2006 року).

### Транспорт
Розвинені всі види транспорту, але величезні простори Сибіру мають лише кілька залізничних ліній та майже не мають доріг із твердим покриттям. 

Натомість діють системи магістральних нафто- і газопроводів.

Морський транспорт забезпечує значну частину перевезень. Найважливіші порти: Санкт-Петербург, Калінінград, Мурманськ, Архангельськ, Новоросійськ, Владивосток, Находка та інші. 

Залізниці, що, переважно, розташовані у європейській частині країни, перевозять три чверті всіх вантажів. Річковий і автомобільний транспорт перевозять до 15 % вантажів. 

У багатьох районах Півночі й Далекого Сходу єдиним видом транспорту є авіація. 

Економічна криза кінця 1990-х років фактично ізолювала більшість північних регіонів країни від її центру, оскільки, через погано розвинену інфраструктуру, держава була не спроможна оплачувати транспортування вантажів.

### Зовнішня торгівля

Структура експорту Російської Федерації у 2007 році

Експорт становить $301,7 млрд американських доларів (дані станом на 2009 рік). Головні партнери за експортом (дані станом на 2009 рік):
1. Нідерланди — 12,0 %;
2. Італія — 8,3 %;
3. Німеччина — 6,2 %;
4. Білорусь — 5,5 %;
5. КНР — 5,5 %;
6. Туреччина — 5,4 %;
7. Україна — 4,6 %;
8. Польща — 4,1 %.

Імпорт становить $167,4 млрд американських доларів (дані станом на 2009 рік). Головні партнери за імпортом (дані станом на 2009 рік):
1. КНР — 13,6 %;
2. Німеччина — 12,7 %;
3. США — 5,5 %;
4. Україна — 5,4 %;
5. Франція — 5,0 %;
6. Італія — 4,7 %;
7. Японія — 4,3 %;
8. Білорусь — 4,0 %.

Після нападу на Україну в 2014 році і введення санкцій зовнішня торгівля значно скоротилася, в першу чергу із Україною.
Обсяг міжнародної торгівлі в 2016 році склав 424,4 млрд дол. США при позитивному сальдо в розмірі 94,2 млрд дол. Обсяг експорту — 259,3 млрд долл., імпорту — 165,1 млрд дол. (відповідно 19-те і 24-те місце в світі).
Основними статтями експорту є нафта і нафтопродукти, природний газ, метали, деревина і продукти з дерева, хімікати і широкий спектр цивільної і військової промислової продукції. Імпортуються, головним чином, техніка, транспортні засоби, фармацевтична продукція, пластмаси, металеві напівфабрикати, м'ясо, фрукти і горіхи, оптичні та медичні інструменти, залізо, сталь.
Основними споживачами російського експорту є, станом на 2015 рік, Нідерланди (11,9 % від загального обсягу), Китай (8,3 %), Німеччина (7,4 %), Італія (6,5 %), Туреччина (5,6 %). Більша частина імпорту надходить із Китаю (19,2 %), Німеччини (11,2 %), США (6,4 %), Білорусії (4,8 %) та Італії (4,6 %).
Див. також: Зовнішня торгівля Російської Федерації за регіоном.

### Доходи населення
У квітні 2010 року середній грошовий дохід на душу населення в Росії склав 18 721 російських рублів. У червні 2010 року середньомісячна нарахована заробітна плата становила 21 597 рублів. За даними на IV квартал 2009 року величина прожиткового мінімуму — 5144 рублів на місяць. Частка населення з доходами нижче прожиткового мінімуму становить 13,1 % (станом на 2009 рік).
Доходи населення Росії загалом не визначають рівень життя переважної більшості росіян через значну нерівність розподілу доходів. Так, станом на середину 2010-х років 1 % найбагатших громадян Росії володів 43 % всього майна домогосподарств, що є одним із найбільших показників серед промислово-розвинутих країн у світі, і ця нерівність швидко зростає.

## Адміністративний устрій
До складу Російської Федерації входять 83 рівноправні суб'єкти, у тому числі: 21 республіка (Адигея, Алтай, Башкортостан, Бурятія, Дагестан, Інгушетія, Кабардино-Балкарія, Калмикія, Карачаєво-Черкесія, Карелія, Комі, Марій Ел, Мордовія, Північна Осетія, Татарстан, Тува, Удмуртія, Хакасія, Чечня, Чувашія, Якутія), 9 країв, 46 областей, Єврейська автономна область, два міста федерального значення — Москва і Санкт-Петербург та 4 автономні округи (Ненецький, Ханти-Мансійський, Чукотський, Ямало-Ненецький). Частково окуповані Запорізьку область, Херсонську область, Донецьку область, Луганську область, АР Крим та місто Севастополь Росія також вважає своїми двома областями, трьома республіками (Донецька Народна, Луганська Народна, Крим) і містом федерального значення відповідно. Генасамблея ООН і 143 держави-члени ООН вважають Запорізьку, Донецьку, Херсонську і Луганську області частиною України, АР Крим і Севастополь частиною України вважають 70 держав-членів ООН. Україна вважає Чечню незалежною державою, а не республікою в складі Росії.

## Населення
Чисельність населення за даними Всеросійського перепису населення 2010 року становила 142 856 536 осіб, що на 2,3 млн (1,6 %) менше ніж за переписом 2002 р. Станом на липень 2020 року населення Росії становить 144 386 830 осіб. Розселення нерівномірне: 3/4 населення проживає в європейській частині країни, з найбільш сприятливими природними умовами.
| Рік  | Чисельність населення Росії в сучасних кордонах |
| ---- | ----------------------------------------------- |
| 1897 | 67 473 000                                      |
| 1914 | 89 900 000                                      |
| 1917 | 91 000 000                                      |
| 1926 | 100 891 244                                     |
| 1939 | 108 377 000                                     |
| 1959 | 117 534 315                                     |
| 1970 | 130 079 210                                     |
| 1979 | 137 550 949                                     |
| 1989 | 147 400 537                                     |
| 1995 | 148 459 937                                     |
| 2002 | 145 166 731                                     |
| 2006 | 142 753 551                                     |
| 2010 | 142 856 536                                     |
| 2013 | 143 347 059                                     |
| 2020 | 144 386 830                                     |

### Розселення
Більшість населення Росії зосереджена у головній смузі розселення — трикутнику, вершинами якого є Санкт-Петербург на півночі, Сочі на півдні і Іркутськ на сході. На північ від цього трикутника сприятливих кліматичних умов розташовується зона тайги і багаторічної мерзлоти; на південний схід від неї простягаються напівпустелі і пустелі.
У Сибіру, площа якої становить майже 3/4 території Росії, проживає менше чверті населення. Західна і центральна частини Європейської частини Росії найбільш щільно заселені і урбанізовані. У цих районах розташовані найбільші міста Росії і традиційні центри культури та промисловості. На Уралі населення сконцентроване головним чином між містами Нижній Тагіл і Магнітогорськ. У Сибіру населення зосереджене вздовж траси Транссибірської залізниці, на якій розташовані і її найбільші міста — Новосибірськ, Омськ, Красноярськ і Іркутськ і на території Кузнецького вугільного басейну.
Серед суб'єктів Федерації найвища густота населення спостерігається у Москві (4770 осіб/км²), Петербурзі (3594), Московській області (158,8), Інгушетії (121,9), Північній Осетії (88,4) та Чечні (84,7). Відносно густонаселеними (60—70 осіб/км²) є окремі регіони півдня та Поволжя (Краснодарський край, Кабардино-Балкарія, Чувашія, Калінінградська область). Найменшою щільністю населення характеризують регіони Сибірського (3,75 ос./км²) та Далекосхідного (1,01 ос./км²) федеральних округів: у шести суб'єктах (Камчатський край, Магаданська область, Республіка Саха (Якутія), Чукотський АО, Ненецький АО, Ямало-Ненецький АО) вона є меншою за 1 ос./км².

### Міста
У Росії 12 міст із чисельністю населення понад 1 млн мешканців.

### Національний склад

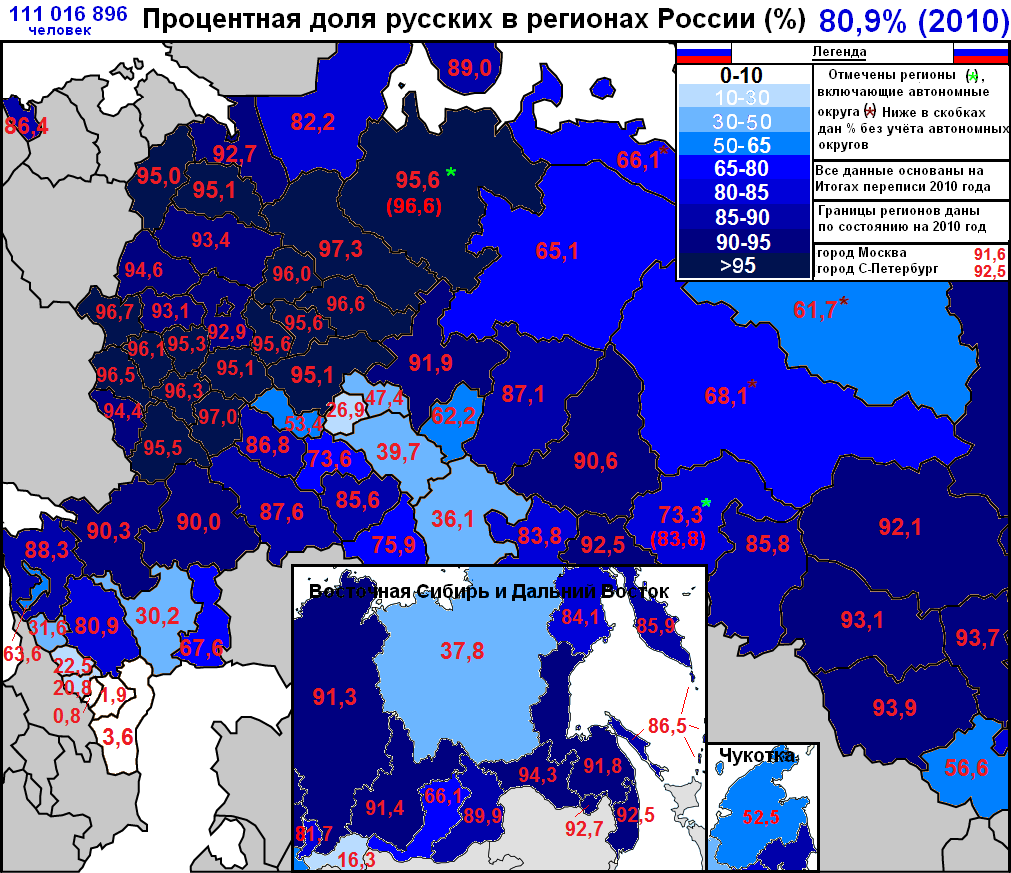
Питома вага росіян у населенні регіонів за переписом 2010 р.

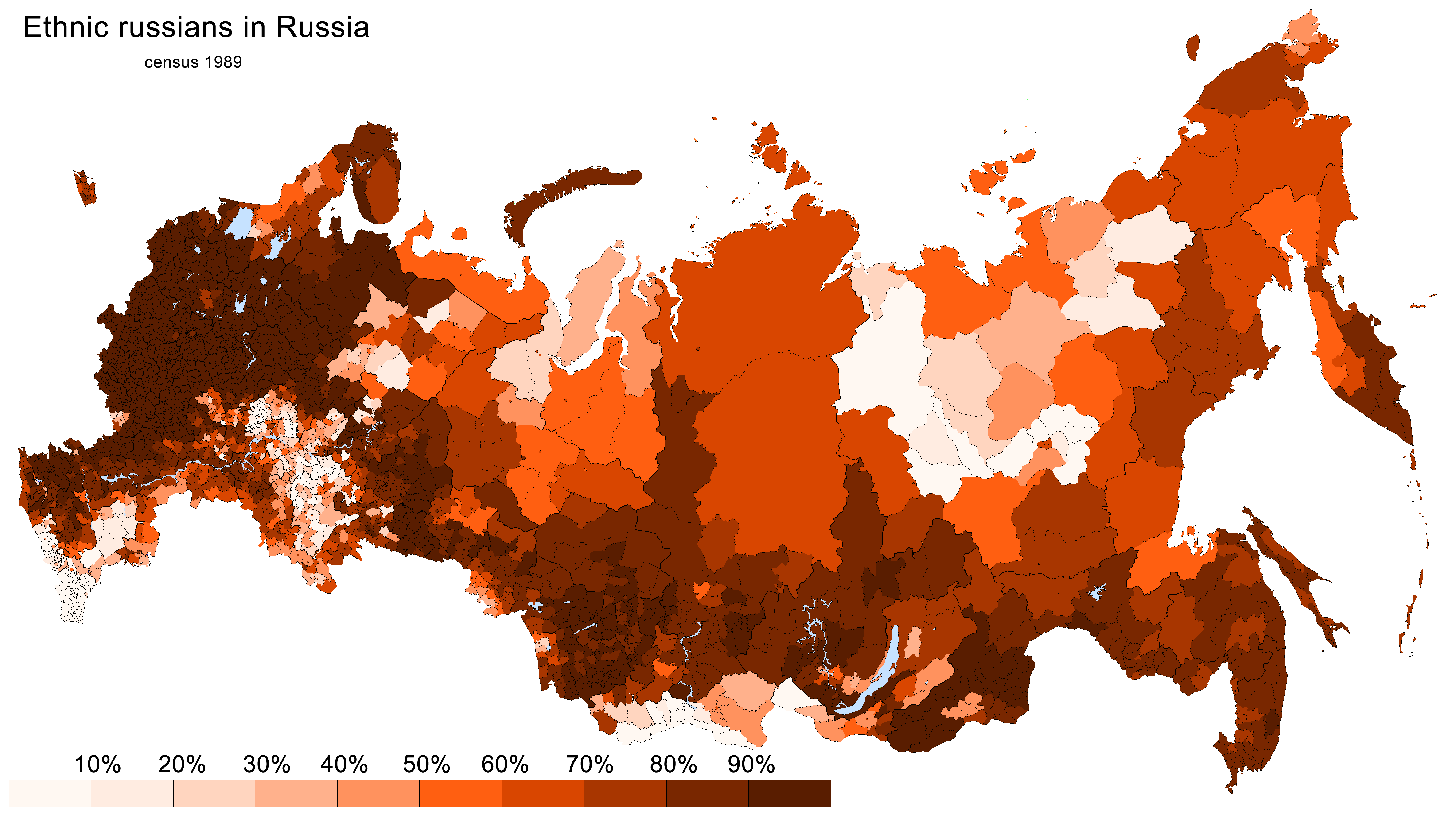
Розселення росіян у районах та містах РРФСР за переписом 1989 р.

Росія — багатонаціональна країна. Згідно з даними перепису населення 2002 року, в Росії проживають представники понад 160 національностей (етнічних груп). Важливість цього факту відображена в преамбулі до Конституції РФ. Близько 80 % населення Росії становлять росіяни. Росіяни розселені по території країни нерівномірно: у деяких регіонах, як-от Інгушетія, становлять менше 5 % населення.
| Національний склад населення Росії | Національний склад населення Росії | Національний склад населення Росії | Національний склад населення Росії | Національний склад населення Росії | Національний склад населення Росії |
| №                                  | Етнос                              | Кількість (2002 р.)                | % (2002 р.)                        | Кількість (2010 р.)                | % (2010 р.)                        |
| ---------------------------------- | ---------------------------------- | ---------------------------------- | ---------------------------------- | ---------------------------------- | ---------------------------------- |
| 1                                  | Росіяни                            | 115 889 107                        | 79,83                              | 111 016 896▼                       | 77,71▼                             |
| 2                                  | Татари                             | 5 554 601                          | 3,83                               | 5 310 649▼                         | 3,72▼                              |
| 3                                  | Українці                           | 2 942 961                          | 2,03                               | 1 927 988▼                         | 1,35▼                              |
| 4                                  | Башкири                            | 1 673 389                          | 1,15                               | 1 584 554▼                         | 1,11▼                              |
| 5                                  | Чуваші                             | 1 637 094                          | 1,13                               | 1 435 872▼                         | 1,01▼                              |
| 6                                  | Чеченці                            | 1 360 253                          | 0,94                               | 1 431 360▲                         | 1,00▲                              |
| 7                                  | Вірмени                            | 1 130 491                          | 0,78                               | 1 182 388▲                         | 0,83▲                              |
| 8                                  | Аварці                             | 814 473                            | 0,56                               | 912 090▲                           | 0,64▲                              |
| 9                                  | Мордва                             | 843 350                            | 0,58                               | 744 237▼                           | 0,52▼                              |
| 10                                 | Казахи                             | 653 962                            | 0,45                               | 647 732▼                           | 0,45▬                              |
|                                    | Інші                               | 14 304 144                         | 9,85                               | 16 662 770▲                        | 11,66▲                             |

#### Українці в Росії

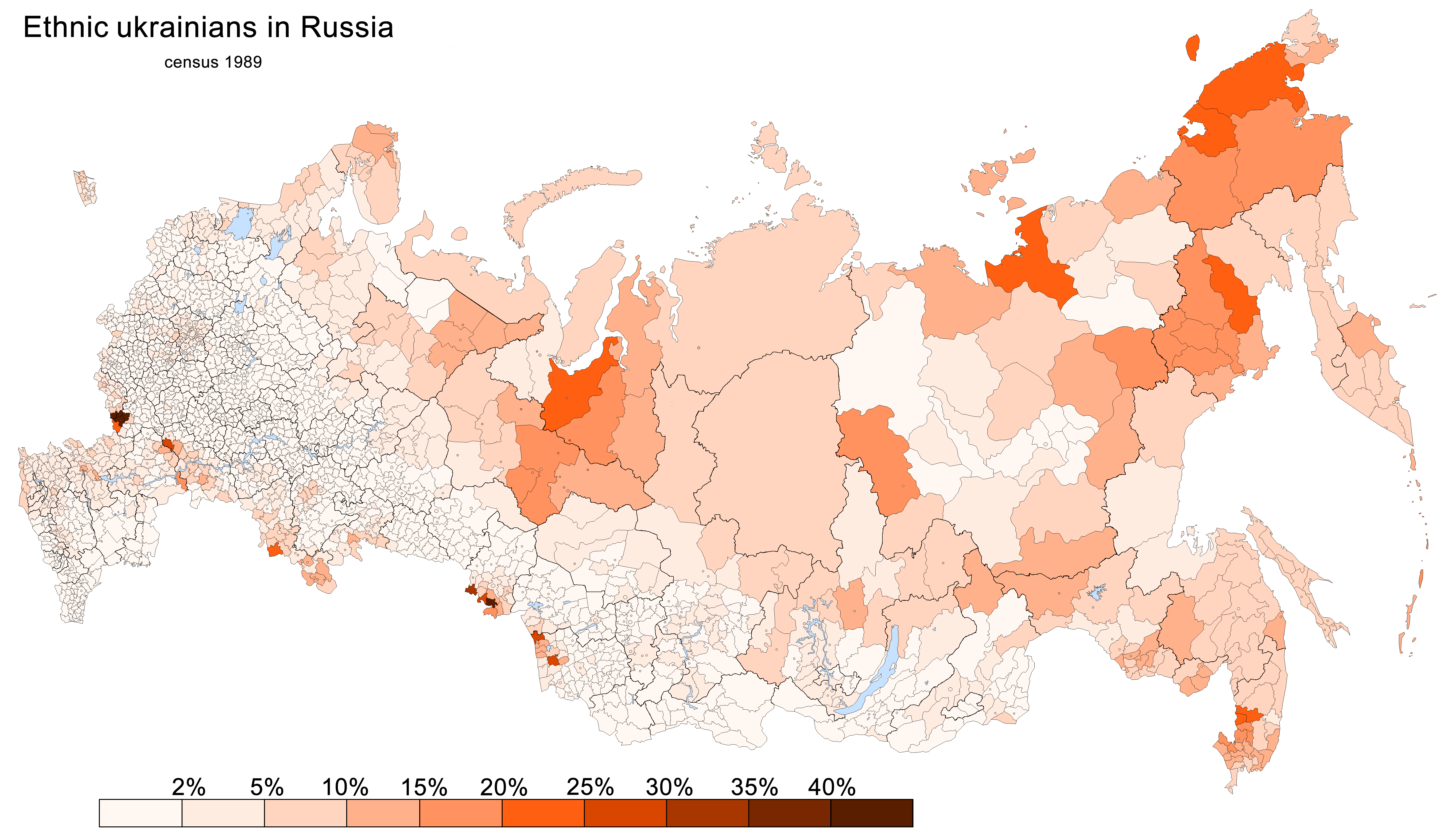
Розселення українців у Росії за переписом 1989 р.

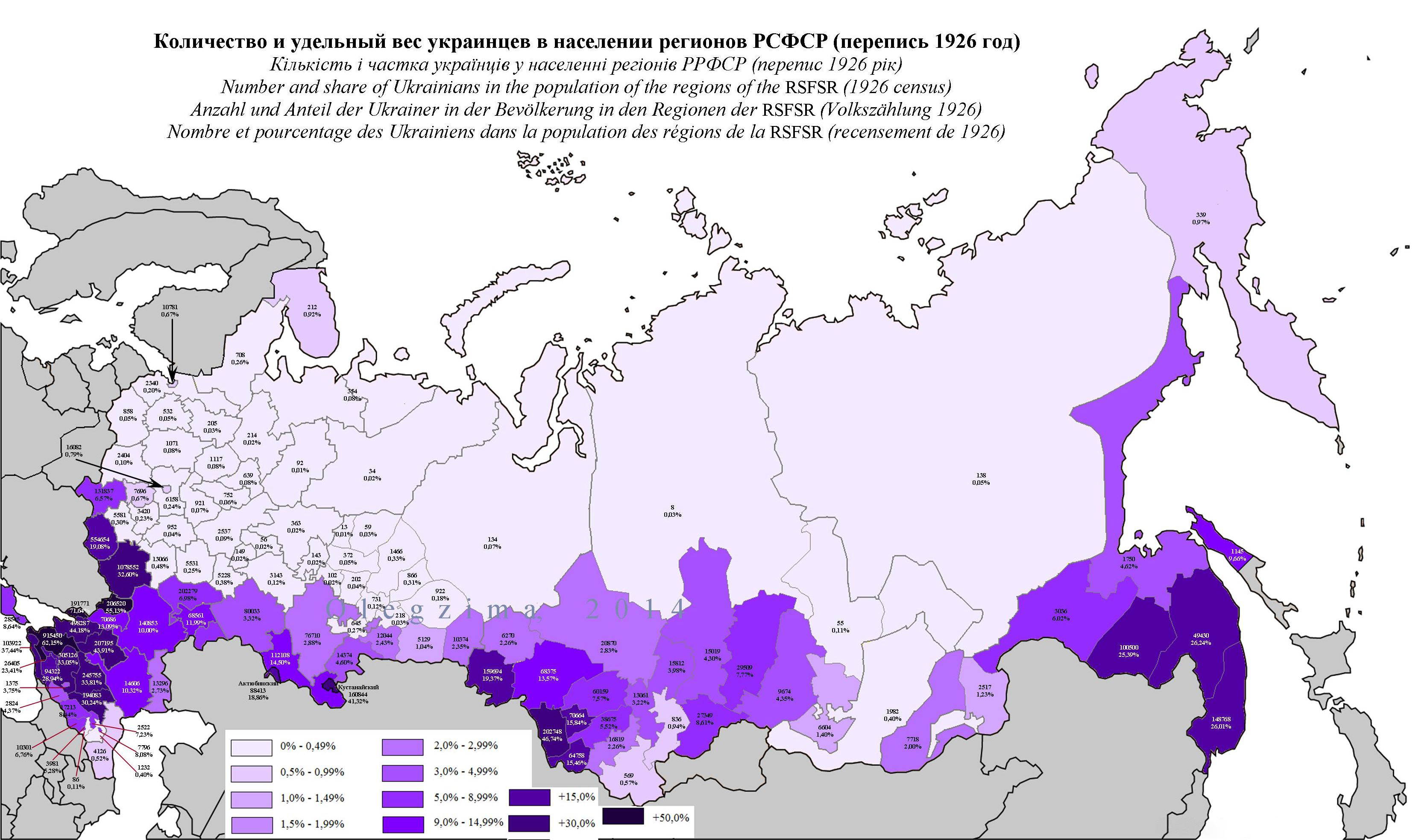
Кількість і частка українців у населенні регіонів РРФСР (перепис 1926 рік)

За офіційними статистичними джерелами у 1719 році, чисельність українців у Росії становила 262,9 тис. ос., у 1795 році вона зросла до 810,9 тис. ос. Згідно з переписом кількість українців у Росії у 1897 році досягла 3,6211 млн, а у 1926 році — 7,873 млн. У повоєнні роки українці чисельно становили всього 3,359 млн, у 1989 році — 4,4 млн. Найбільше українців проживає у Москві, Санкт-Петербурзі, в районах Курська, Воронежа, Саратова, Самари, Астрахані, Владивостока, Кубані (Краснодарський край), Дону, від Оренбурга до Тихого океану, в Закаспійській області, в Приморському краю над річкою Уссурі, в Амурській області («Зелений Клин»).
Ряд авторів та організацій вважають офіційні оцінки чисельності українців у Росії заниженими. Альтернативні дані дають приблизно 5 млн українців. Триває швидка асиміляція українців. Найстародавніші компактні поселення українців — у Воронезькій, Курській і Білгородській областях. Після «розкуркулювання» в 1930-х роках їхня кількість із 800 тис. — 1 млн населення тут сильно змінилась і сьогодні становить 200 тис. українців. На Північному Кавказі проживає 460 тис. українців. Найкомпактніше в цьому регіоні українці проживають у Краснодарському краї та Ростовській області. У нафтових і газових районах Півночі та Західному Сибіру проживають: Тюменська область — 260 тис.; Ханти-Мансійський автономний округ — 150 тис.; Республіка Комі — 100 тис. осіб. Всього в Сибіру та на Далекому Сході проживає 1,5 млн українців. В областях і республіках Урало-Поволжського регіону (Челябінська, Оренбурзька, Саратовська області) — 800 тис. українців. В Москві та Московській області проживають до 500 тис. українців. У Санкт-Петербурзі та Ленінградській області до 250 тис. українців. З 1991 року триває процес трудової еміграції українців до Росії. Офіційно за період 1991—2002 роки це 1,244 млн осіб. За оцінкам від 7 до 10 млн мешканців Росії є українцями за походженням.
Практично в усіх регіонах створені українські культурно-національні організації. Всі ці регіональні організації входять у «Об'єднання українців Росії» (ОУР). Проте з 2006 року почалося переслідування українських організацій та культурних закладів російською владою. Так 17 квітня 2008 року — зупинено діяльності Українського освітнього центру при середній школі № 124, під приводом відсутності дозвільних документів на саме існування Українського освітнього центру. Крім того, ще з 2006 року під тиском Бібліотека української літератури в Москві, а також інше об'єднання українців Росії — Федеральна національно-культурна автономія українців Росії (ліквідовано 24 листопада 2010 року). 10 грудня 2010 року уряд Росії подає позов до Верховного суду РФ, щодо ліквідації ОУР. Поточна схема ліквідації ОУР повторює схему ліквідації ФНКА УР.

### Мови

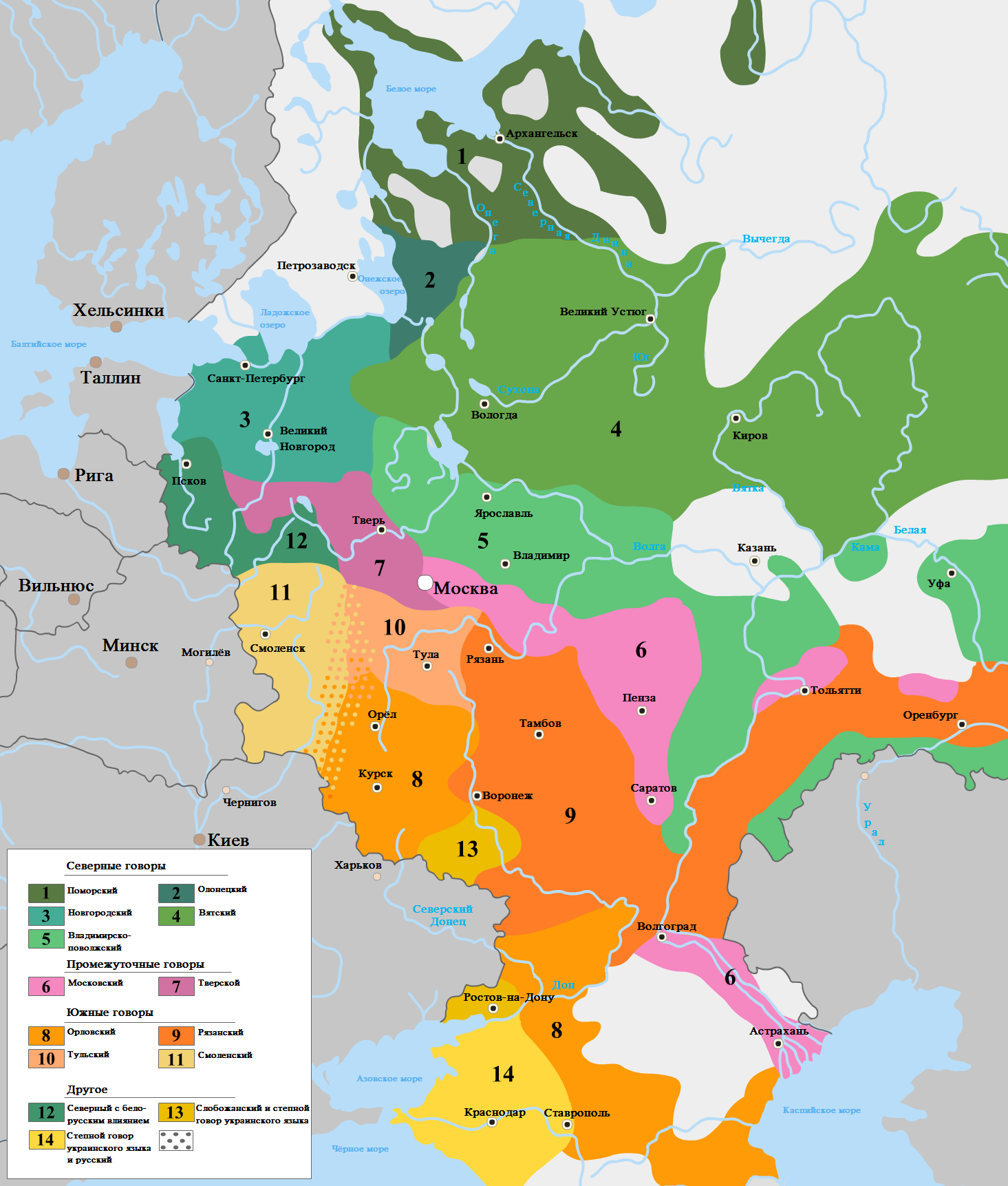
Діалекти російської мови

Державною мовою Російської Федерації на всій її території (згідно зі статтею 68 Конституції РФ) є російська мова. Республіки в складі РФ мають право надавати своїм мовам статус державних. Конституція РФ не згадує про права автономних округів та областей запроваджувати власні державні мови, але на практиці вони оголошують свої мови державними за допомогою власних статутів.
Народи Росії говорять більш ніж 100 мовами і діалектами, що належать до індоєвропейської, алтайської й уральської мовних сімей, кавказької і палеоазійскої мовних груп. Серед найпоширеніших розмовних мов виділяються російська, українська, білоруська, вірменська, осетинська і німецька (індоєвропейська мовна сім'я), татарська, чуваська і башкирська (алтайська мовна сім'я), удмуртська, марійська й ерзянська (уральська мовна сім'я), чеченська, аварська і даргинська (нахсько-дагестанські мови), кабардино-черкеська (абхазо-адигська мовна сім'я).

Поширеність російської мови у світі

Найпоширенішою мовою в Росії є російська, рідна для 120 млн громадян (85,7 % населення Росії), число носіїв ще семи мов за переписом 2001 р. перевищує один мільйон осіб.
Найпоширеніші рідні мови населення Росії за переписом 2010 р.
| російська           | 85,73 % |
| татарська           | 3,23 %  |
| чеченська           | 1,03 %  |
| башкирська          | 0,83 %  |
| чуваська            | 0,74 %  |
| аварська            | 0,61 %  |
| вірменська          | 0,60 %  |
| даргінська          | 0,42 %  |
| кабардино-черкеська | 0,41 %  |
| азербайджанська     | 0,37 %  |
| кумицька            | 0,36 %  |
| українська          | 0,36 %  |
| осетинська          | 0,36 %  |

У 2009 р. ЮНЕСКО визнала 136 мов на території Росії такими, що перебувають під загрозою зникнення.
Згідно з законом, всі державні мови суб'єктів федерації повинні мати писемність кирилицею.

### Релігія

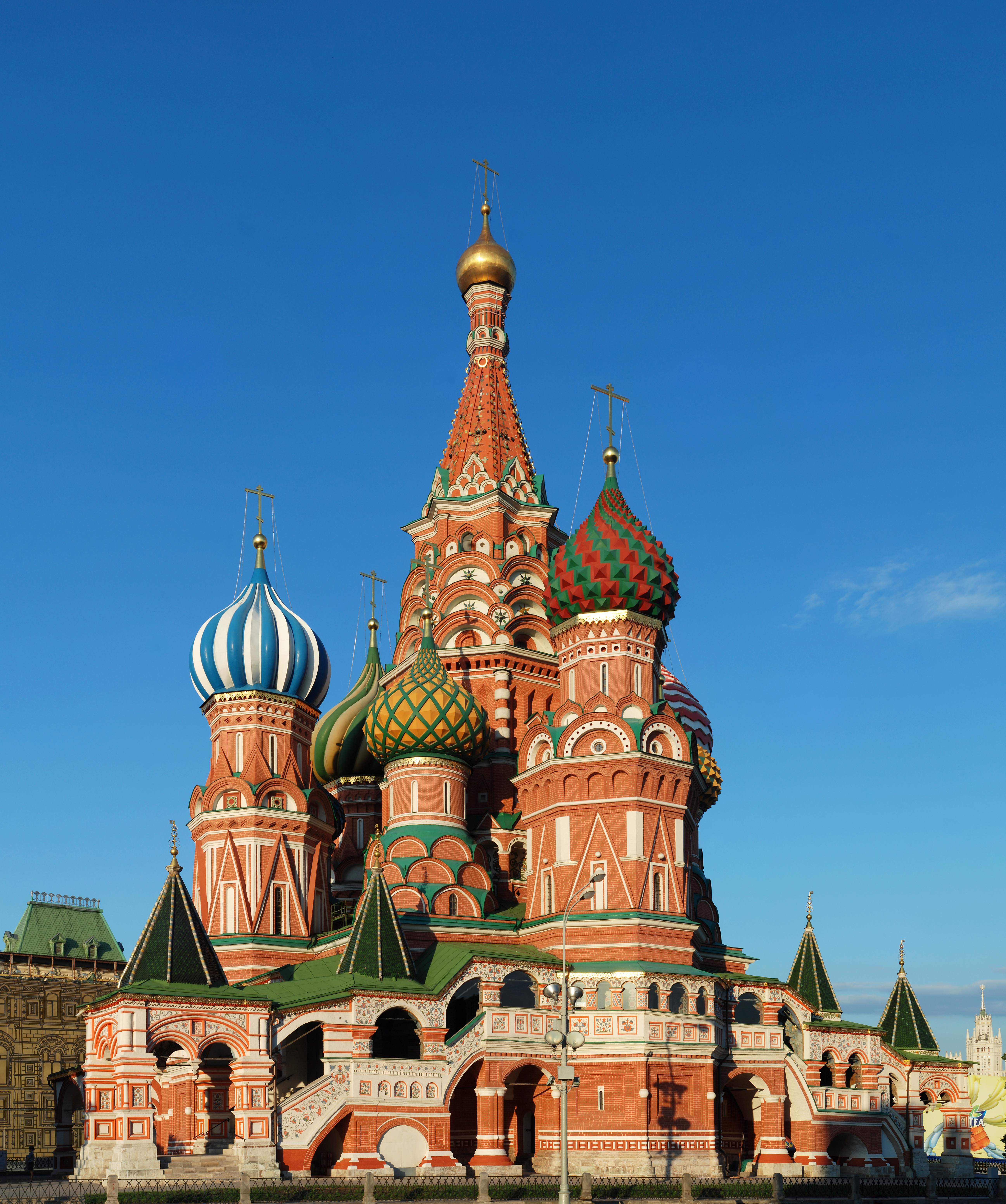
Собор Василія Блаженного в Москві

Переважна більшість населення — православні християни; значну частину неслов'янських жителів становлять мусульмани-суніти. Основні релігії: православ'я (Російська Православна Церква), іслам, католицизм, протестантизм, юдаїзм, буддизм тощо.

## Соціальна безпека
Кількість засуджених у Росії наближається до 900 тис., рівень рецидивної злочинності перевищив 46 %, офіційно зареєстровано 731 тис. безпритульних дітей, армія яких щороку збільшується на 130 тис. Ці цифри, особливо стосовно безпритульних, дуже занижено. За даними ж Інституту соціально-економічних досліджень РАН, до початку 2011 року у Росії вже налічувалося: 4 млн. бомжів, 3 млн. жебраків, близько 5 млн безпритульних дітей.
За даними Держкомстату РФ:
- майже кожна п'ята російська дитина — вихованець дитбудинку чи безпритульний (як правило, при живих батьках);
- після виходу з дитбудинку 30 % випускників стають бомжами, 20 — злочинцями і майже 10 % — самогубцями[114].

## Збройні сили

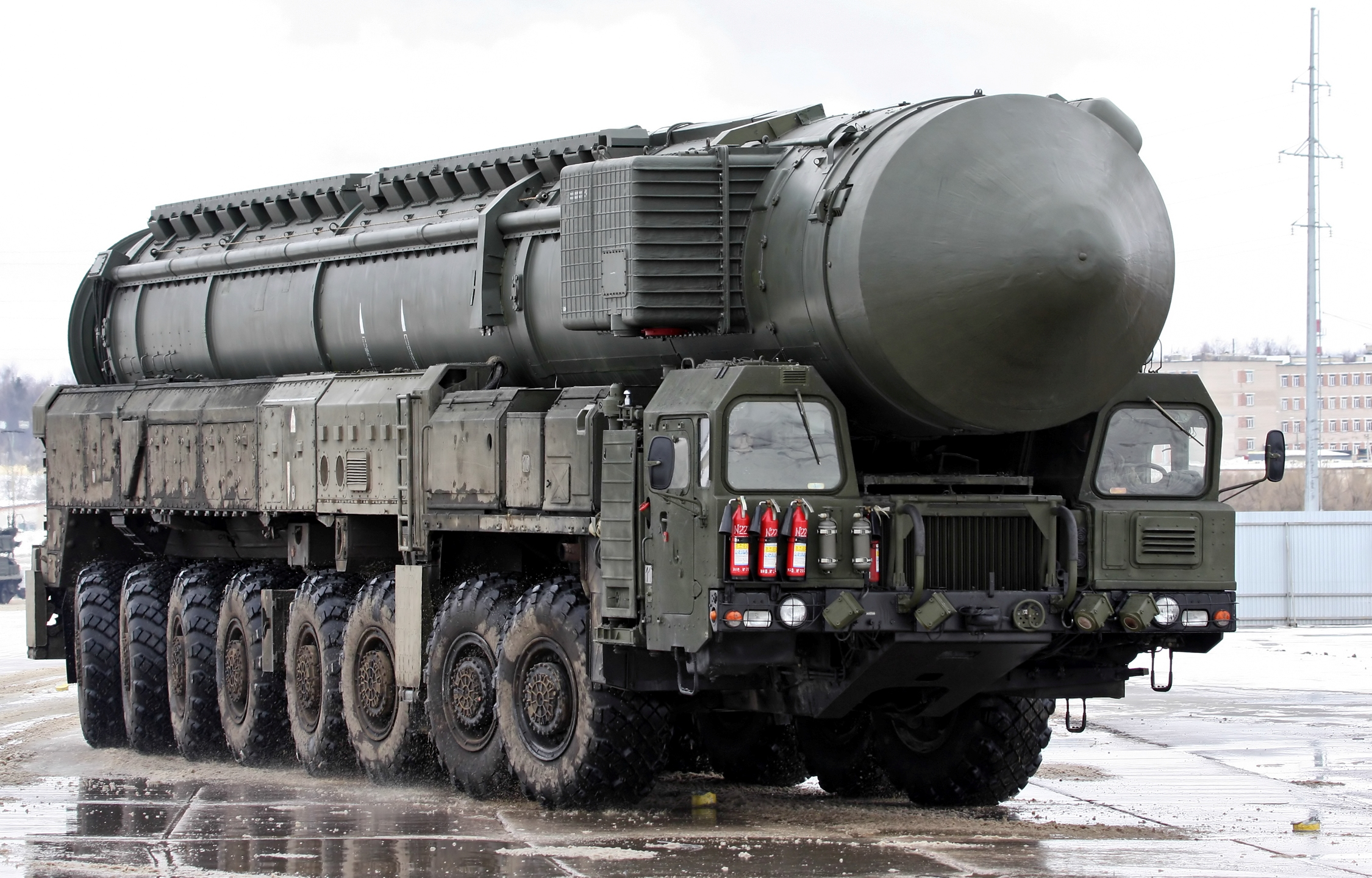
РТ2-УТКХ Тополь-М

Збройні сили РФ — державна військова організація, яка становить основу оборони Російської Федерації. Відповідно до Федерального Закону № 61-ФЗ від 31 травня 1996 року «Про оборону», Збройні сили призначені для відбиття агресії, спрямованої проти Російської Федерації, для збройного захисту цілісності та недоторканності території Російської Федерації, а також для виконання завдань відповідно до федеральних конституційних законів, федеральних законів і міжнародних договорів Російської Федерації.
На 2013 рок Збройні сили РФ складаються з 1 млн осіб (5-те місце у світі). З бюджету на потреби армії того року було виділено 71,2 млрд американських доларів.
Російські Збройні сили поділяються на три види:
- Сухопутні війська;
- Військово-повітряні сили;
- Військово-морський флот

і три самостійних роди військ:
- Космічні війська;
- Ракетні війська стратегічного призначення;
- Повітряно-десантні війська.

Крім того, в них входять
- Тил Збройних сил;
- внутрішні війська Міністерства внутрішніх справ;
- Війська цивільної оборони Міністерства у справах цивільної оборони, надзвичайних ситуацій і ліквідації наслідків стихійних лих;
- Служба зовнішньої розвідки;
- Органи Федеральної служби безпеки (в тому числі прикордонні, спеціального зв'язку та інформації);
- Органи Федеральної служби охорони.

Верховним Головнокомандувачем Збройних сил є Президент Російської Федерації. Безпосереднє управління Збройними силами здійснює Міністр оборони через Міністерство оборони Російської Федерації і Генеральний штаб Збройних сил Російської Федерації.
Комплектування Збройних сил здійснюється змішаним способом: шляхом призову громадян на військову службу за екстериторіальним принципом і шляхом добровільного вступу громадян Російської Федерації та іноземних громадян на військову службу. Призов громадян на військову службу здійснюється на підставі Федерального Закону № 53-ФЗ від 28 березня 1998 року «Про військовий обов'язок і військову службу». Призову підлягають громадяни чоловічої статі у віці від 18 до 27 років. Термін служби з 1 січня 2008 року — 12 місяців. На військову службу за контрактом приймаються громадяни Російської Федерації у віці від 18 до 40 років і іноземні громадяни у віці від 18 до 30 років. Термін контракту — три, п'ять або десять років.
У 2004—2007 роках реалізовувалася Федеральна цільова програма «Перехід до комплектування військовослужбовцями, які проходять військову службу за контрактом у ряді з'єднань і військових частин у 2004—2007 роках», метою якої було збільшення чисельності військовослужбовців за контрактом на посадах сержантів і солдатів із 22 100 осіб до 147 578 осіб.
Наразі реалізується реформа Збройних сил Росії.

## Культура

### Наука
Наука як соціальний інститут виникла в Росії за Петра I, коли в Сибір і Америку було надіслано декілька експедицій, в тому числі Вітуса Беринга та Василя Татіщева — першого російського історіографа. У 1725 році відкрилася Петербурзька академія наук (тепер Російська академія наук) — головний організаційний центр фундаментальної науки в Росії. При ній було відкрито університет, на основі якого пізніше був заснований Петербурзький університет. Великий внесок у розвиток російської науки зробив академік Михайло Ломоносов, авторству якого належить закон збереження маси. В 1755 році ним був заснований Московський університет. Д. І. Менделєєв відкрив у 1869 році один з основоположних законів природи — періодичний закон хімічних елементів. У 1904 році І. П. Павлов був удостоєний Нобелівської премії за роботи в області фізіології травлення, у 1908 році — російський і український вчений І. І. Мечников за дослідження механізмів імунітету.
У радянський період російська наука найбільших успіхів досягла в галузі природних наук, де ідеологічний контроль з боку правлячої комуністичної партії був дещо меншим у порівнянні з повністю заідеологізованими гуманітарними науками. За роботи, виконані в цей час, нобелівські премії отримали фізики: Тамм І. Е., Франк І. М., Черенков П. О., Ландау Л. Д., Басов М. Г., Прохоров О. М., Капіца П. Л., Алфьоров Ж. І., Абрикосов О. О. та Гінзбург В. Л., а також хімік Семенов М. М. і математик Канторович Л. В., що отримав в 1975 році премію з економіки. Завдяки діяльності І. В. Курчатова, С. П. Корольова та інших вчених, в СРСР було створено ядерну зброю та космонавтику. Натомість розвиток біології штучно гальмувався внаслідок кампанії проти генетики, розпочатої в середині 1930-х років Т. Д. Лисенком, істотно постраждали й інші наукові дисципліни (докладніше в статті Ідеологічний контроль у радянській науці).
За радянських часів кількість наукових установ значно зросла, крім академічного та вузівського в науці виникли також галузевий і заводський сектори. Останні в ході пострадянських реформ із державного сектора були, як правило, переведені на самофінансування.
Наприкінці XX століття російська наука пережила важку кризу. Точкою відліку процесів перетворення наукових установ і наростання кризи науки вважають 1987 рік, коли було прийнято постанову ЦК КПРС і Ради Міністрів СРСР «Про переведення наукових організацій на повний господарський розрахунок і самофінансування» — прикладні дослідження і розробки визнавалися товаром, був здійснений перехід до оплати науково-технічної продукції за договірними цінами. Однак не відбувалося оновлення досліджень, устаткування і кадрового потенціалу. Навпаки, поглиблювався процес «консервації відсталості» технологічної основи галузей народного господарства. Через різке скорочення фінансування науки країну покинули десятки тисяч учених, які тепер працюють за кордоном (докладніше в статті Витік мізків).
Зараз у Росії працює декілька сотень тисяч наукових працівників, більша частина — кандидати та доктори наук.
У Росії налічується близько чотирьох тисяч організацій, що займаються дослідженнями і розробками. Близько 70 % цих організацій належать державі.
У період 1995—2005 років російські вчені опублікували 286 тис. наукових статей, які у світі були процитовані 971,5 тис. разів (з аналізу публікацій в 11 тис. наукових журналів у світі). За підсумками 2005 року Росія займала 8-ме місце у світі за кількістю надрукованих наукових робіт і 18-те місце — за частотою їхнього цитування. У Росії працюють тисячі вчених із великим об'ємом міжнародного цитування (десятки і сотні посилань на їхні роботи). Серед них переважають фізики, біологи та хіміки, однак повністю відсутні економісти й представники суспільних наук. Це пов'язано зі спадщиною радянської системи та явним переважанням у суспільних науках політичних мотивацій над науковими. Наприклад, радянська, а слідом за нею і російська педагогіка досі продовжує спиратися на підходи Т. Д. Лисенка та Л. С. Виготського з фактичним запереченням суттєвої різноманітності природних здібностей учнів і необхідності врахування цього факту в житті школи.
З 2000 по 2007 рік кількість патентних заявок на винаходи в Росії збільшилася на 47 % (з 26,7 тис. до 39,4 тис.) — другий за величиною приріст серед країн «Великої вісімки».

### Спорт
Починаючи з середини XX століття колишній Радянський Союз закріпив за собою звання спортивної держави. З одного боку, спортивними успіхами прикривалися значні втрати в суспільних та економічних галузях соціалістичної країни, а з іншого, саме у спорті прагнення громадян тоталітарної держави до творчого самовираження не мало перепон. Після розпаду СРСР, значна спадщина спортивної інфраструктури та спортивних кадрів дісталася Росії. Починаючи з Олімпійських ігор у Гельсінкі 1952 року радянські спортсмени «окупували» перші місця в загальному заліку зимових й літніх олімпіад, не віддаючи їх до самого розвалу СРСР, левову частку тих успіхів привнесли власне російські спортсмени. Але за часів незалежності російська збірна команда почала здавати позиції в загальному заліку спортивних змагань — відійшовши на третій план, пропустивши вперед збірні США та Китаю в літніх олімпіадах, а на зимових олімпійських форумах ця картина ще більше погіршилася. На Олімпіаді 2010 у Ванкувері росіяни вибули з чільної десятки, посівши 11-те місце в загальному заліку.
Попри незначний спад у загальному спортивному русі, значна частина російських спортсменів добивається гучних перемог та успіхів у світовому спорті. Російські спортсмени й надалі «законодавці мод» та лідери в наступних видах спорту: хокей, фігурне катання, біатлон, бокс, волейбол, гандбол, теніс, художня гімнастика, синхронне плавання, шахи, а також у різних видах єдиноборств.
З переходом левової частини спортсменів на професійні рейки та приходом великого бізнесу, меценатів у спорт частина ліквідних та розрекламованих видів спорту отримали «нове дихання». Особливо яскраво це спостерігається після формування Російської футбольної Прем'єр-Ліги, Континентальної хокейної ліги, тенісного союзу, Баскетбольної ліги ВТБ та клубів єдиноборств. Окрім меценатів, значні кошти на спортивну інфраструктуру знову почали виділяти владні структури — особливо це стосується олімпійських видів спорту.
Росія, продовжуючи спортивну сторінку СРСР, надалі є місцем проведення численних світових спортивних форумів. Ще з 1980 року, після проведення Літніх Олімпійських ігор у Москві, спортивні чиновники мають змогу часто проводити масштабні спортивні дійства, а 2014 року в Сочі була проведена Зимова Олімпіада, вперше на теренах Росії. У 2018 році в Росії було проведено чемпіонат світу з футболу.

## Державні свята
- 1 січня  — Новий рік (неробочі дні — з 1 по 5 січня).
- 7 січня  — Різдво Христове (християнське свято на честь дня народження Ісуса Христа. Святкується за Юліанським календарем, який прийнятий Російською православною церквою).
- 23 лютого — День захисника Вітчизни (є правонаступником Дня Червоної Армії та Дня Радянської Армії і Військово-морського Флоту, спершу встановлено в пам'ять перших бойових зіткнень щойно створеної Червоної армії з німецькими військами в період Першої світової війни з 1918 року).
- 8 березня  — Міжнародний жіночий день (спочатку встановлений як день вшанування жінок-робітниць в 1910 році на Восьмому Конгресі II Інтернаціоналу, в РРФСР і СРСР святкувався з 1921 року, як вихідний — з 1965 року).
- 1 травня  — Свято весни і праці (спочатку відзначався як день міжнародної солідарності робітників, був встановлений на честь розгону демонстрації робітників бойні в Чикаго в 1886 році, в РРФСР і СРСР — офіційне свято з 1918 року як День міжнародної солідарності трудящих).
- 9 травня  — День Перемоги (встановлений на честь перемоги СРСР над Німеччиною у німецько-радянській війні в 1945 році). Вихідний день з 1965 року.
- 12 червня  — День Росії (встановлений на честь прийняття Декларації про державний суверенітет РРФСР в 1990 році).
- 4 листопада  — День народної єдності (з 1649 по 1917 рік святкувався як день Казанської ікони Божої Матері, знову встановлений у 2004 році на честь визволення Москви від польських загарбників, що стався в період Смутного часу в 1612 році).

Крім того, в Росії святкують цілу низку професійних і релігійних свят.